# 2015-ös Formula–1 világbajnokság
A 2015-ös Formula–1 világbajnokság sorrendben a 66. Formula–1-es szezon volt, melyen 10 csapat 20 versenyzővel vett részt. A szezon 19 nagydíjból állt. A konstruktőri világbajnoki címet a Mercedes szerezte meg az orosz nagydíjon, az egyéni világbajnok pedig Lewis Hamilton lett az amerikai nagydíjon, ezzel háromszoros világbajnok lett, valamint az első brit pilóta, aki meg tudta védeni címét.

## Az új Formula–1

### Változtatások 2015-től
2015-től az előző évhez képest 10 kilogrammal nehezebb, 702 kg lett az autók pilótával együtt mért minimális tömeghatára. Egy ideig úgy volt, hogy betiltják továbbá az eddig használt gumimelegítő paplanokat, de ezt 2014 júniusában, az FIA Motorsport Világtanácsa (WMSC) ülésén elnapolták. Az autók a szezon folyamán mindössze négy erőforrást használhattak fel a korábbi öt helyett, de később közös megegyezés alapján az a motorszállító, amelyik első szezonját teljesíti az évben (2015-ben a Honda) engedélyt kapott rá, hogy versenyzői eggyel több, szám szerint öt részegységet használhassanak fel. A teljes hajtáslánc cseréje esetén ezentúl nem a bokszutcából, hanem a mezőny végéről kellett rajtolni. Az autók fenéklemezét ezentúl titánból készítették, aminek célja, hogy az aszfalthoz érve szikrázzanak. Az orrkúpok keresztmetszetére vonatkozó szabályt a 2014-es autók negatív kritikái miatt módosították, a kasztninak a homloklemeztől egyenletesen kellett lejtenie. A függőleges keresztmetszeten is változtattak.
2015-től bevezették az ún. virtuális biztonsági autót (VSC), amely bizonyos esetekben az "igazi" biztonsági autó funkcióját vette át. Lényege, hogy a LED-felirat kigyulladásakor a "valódi" biztonsági autó nem megy a pályára, de a versenyzőknek úgy kell tekinteniük, mintha bent lenne, és ennek megfelelően kell szabályozniuk a sebességüket. (Ezt élesben először a brit nagydíjon vetették be.) Függőben volt az a módosítás, miszerint a futamon biztonsági autós szakaszok után ismét visszatértek volna az állórajtok, de ezt végül elutasították. Ez alól csak az lett volna kivétel, ha a megszakítás az első kettő, vagy az utolsó öt körben történik. Eltörölték továbbá a rendkívül népszerűtlen, mindössze a 2014-es szezonban életben lévő dupla pontos idényzárót is. Ettől az évtől a 2014-es szezonig jellemző szokással ellentétben már a harmadik szabadedzés előtt életbe léptek a parc fermé-szabályok, azaz az autókon attól kezdve csak apróbb módosításokat lehetett végrehajtani. A csapatok személyzetének pihenését biztosító ún. éjszakai munkastop hossza a pénteki edzésnap után az eddigi hat helyett immáron hét óra lett (ez 2016-ban tovább, nyolc órára nőtt). Eltörölték azt a szabályt is, amely alapján ha egy versenyző nem tudja letölteni büntetését egy adott futamon, akkor tovább kell vinnie azt a következő versenyre. Ehelyett a vasárnapi futamon időbüntetéseket osztottak ki annak, aki nem tudta letölteni a büntetését szombaton. (Ez a szabály csak a belga nagydíjig volt érvényben.)
2015-ben is három előszezoni tesztet rendeztek (2016-tól már csak kettőt), de ezek mindegyikére Európában került sor. (2014-ben két alkalommal is Bahreinbe látogatott a mezőny tesztelni.) A szezonközi tesztek számát ugyanakkor négyről kettőre csökkentették, és ezek felén fiatal pilóták kellett hogy lehetőséget kapjanak. A csapatok kevesebb időt tölthettek a szélcsatornában, és ebből csak egyet használhattak a szezon folyamán. A CFD-re fordítható idő is csökkent.
2015 nyarán az FIA további módosításokat eszközölt, melyek a belga nagydíjtól léptek érvénybe. Szigorították a versenyzőket segítő rajtautomatika használatára vonatkozó szabályokat, valamint korlátozva lett a versenyzők és a csapat közötti kommunikáció. Enyhítettek a motorcserékért járó szigorú büntetéseken, maximum a rajtrács utolsó helyére lehetett hátrasorolni egy versenyzőt, de nem kaphatott a futamra további időbüntetéseket, ahogy azt még a szezon elején bevezették. Visszamenőlegesen minden új belépő csapat eggyel több (szám szerint öt) erőforrást használhatott fel büntetés nélkül. Változtattak a szuperlicenc megszerzésének feltételein is, ám ez nem volt érvényes a már aktív pilótákra és tesztpilótákra (pl. Susie Wolff vagy Pascal Wehrlein), akiknek további három évre lett érvényes a licencük. Az ez után következő Formula–E bajnokságok győztesei automatikusan megkapják a szuperlicencet.

## Átigazolások

### Csapatváltások
- Sebastian Vettel; Infiniti Red Bull Racing → Scuderia Ferrari[15]
- Danyiil Kvjat; Scuderia Toro Rosso → Infiniti Red Bull Racing[16]
- Marcus Ericsson; Caterham F1 Team → Sauber F1 Team[17]
- Fernando Alonso; Scuderia Ferrari → McLaren-Honda[18]
- Will Stevens; Caterham F1 Team, WSR 3.5 Strakka Racing→ Manor-Marussia F1 Team[19]

### Újonc pilóták
- Max Verstappen; Formula–3 Van Amersfoort Racing → Scuderia Toro Rosso[20]
- Felipe Nasr; GP2 Carlin Motorsport, Williams Martini Racing tesztpilóta → Sauber F1 Team[21]
- Carlos Sainz Jr.; WSR 3.5 DAMS → Scuderia Toro Rosso[22]
- Roberto Merhi; WSR 3.5 Zeta Corse, Caterham F1 Team tesztpilóta → Manor-Marussia F1 Team[23]
- Alexander Rossi; GP2 Racing Engineering pilóta → Manor-Marussia F1 Team pilóta[24]

### Távozó pilóták
- Jules Bianchi; Marussia F1 Team → (Halálos baleset a 2014-es japán nagydíjon + a Marussia csődje.)[25]
- Jean-Éric Vergne; Scuderia Toro Rosso → Scuderia Ferrari tesztpilóta[26]
- Kevin Magnussen; McLaren Mercedes → McLaren-Honda tartalékpilóta[27]
- Esteban Gutiérrez; Sauber F1 Team → Scuderia Ferrari fejlesztőpilóta[28]
- Adrian Sutil; Sauber F1 Team → Williams Martini Racing tesztpilóta[29]
- Gary Paffett; McLaren Mercedes tesztpilóta[30]
- Pedro de la Rosa; Scuderia Ferrari tesztpilóta[31]
- Max Chilton; Marussia F1 Team → WEC Nissan LMP1,Indylights
- Kobajasi Kamui; Caterham F1 Team (a Caterham csődje)
- André Lotterer; Caterham F1 Team (csak a belga nagydíjon Kobajasi Kamui helyett)

### Új csapatok
- Manor Marussia F1 Team (a csődbe ment Marussia F1 Team utódcsapata)[32]

### Megszűnt csapatok
- Marussia F1 Team (Pénzügyi csőd, ezen a néven létezett: 2012–2014.)[33] 2015-től utódcsapata a Manor GP.
- Caterham F1 Team (Pénzügyi csőd, ezen a néven létezett: 2012–2014.)[34]

### Motorszállító-váltások
- A  Honda visszatért a  McLaren motorszállító partnereként.[35]
- A  Lotus  Renault-ról  Mercedes motorokra váltott.[36]

## A szezon előtt

### Új autófejlesztések
| Konstruktőr    | Autó                                                               | Bemutató ideje                                                     | Bemutató helye                                                     |
| -------------- | ------------------------------------------------------------------ | ------------------------------------------------------------------ | ------------------------------------------------------------------ |
| Williams       | FW37                                                               | január 21. (render) február 1.                                     | magazin és online (render) Jerez, Spanyolország                    |
| Force India    | VJM08                                                              | január 21. (csak festés) február 19.                               | online (festés) Barcelona, Spanyolország                           |
| Lotus          | E23                                                                | január 26. (render) február 1.                                     | online (render) Jerez, Spanyolország                               |
| McLaren        | MP4-30                                                             | január 29.                                                         | online                                                             |
| Ferrari        | SF15-T                                                             | január 30.                                                         | online                                                             |
| Sauber         | C34                                                                | január 30.                                                         | online                                                             |
| Toro Rosso     | STR10                                                              | január 31.                                                         | Jerez, Spanyolország                                               |
| Mercedes       | W06 Hybrid                                                         | január 29. (képek) február 1. (hivatalos)                          | online (képek) Jerez, Spanyolország                                |
| Red Bull       | RB11                                                               | február 1.                                                         | Jerez, Spanyolország                                               |
| Manor Marussia | Az előző évi autó módosított változatával álltak rajthoz 2015-ben. | Az előző évi autó módosított változatával álltak rajthoz 2015-ben. | Az előző évi autó módosított változatával álltak rajthoz 2015-ben. |

### Tesztek
| Dátum       | Helyszín                 | Pálya                         | Leggyorsabb versenyző | Csapat   | Idő      | Kör |
| ----------- | ------------------------ | ----------------------------- | --------------------- | -------- | -------- | --- |
| Február 1.  | Jerez, Spanyolország     | Circuito de Jerez-Ángel Nieto | Sebastian Vettel      | Ferrari  | 1:22,620 | 60  |
| Február 2.  | Jerez, Spanyolország     | Circuito de Jerez-Ángel Nieto | Sebastian Vettel      | Ferrari  | 1:20,984 | 88  |
| Február 3.  | Jerez, Spanyolország     | Circuito de Jerez-Ángel Nieto | Felipe Nasr           | Sauber   | 1:21,545 | 108 |
| Február 4.  | Jerez, Spanyolország     | Circuito de Jerez-Ángel Nieto | Kimi Räikkönen        | Ferrari  | 1:20,841 | 105 |
| Február 19. | Barcelona, Spanyolország | Circuit de Catalunya          | Pastor Maldonado      | Lotus    | 1:25,011 | 69  |
| Február 20. | Barcelona, Spanyolország | Circuit de Catalunya          | Daniel Ricciardo      | Red Bull | 1:24,574 | 143 |
| Február 21. | Barcelona, Spanyolország | Circuit de Catalunya          | Pastor Maldonado      | Lotus    | 1:24,348 | 104 |
| Február 22. | Barcelona, Spanyolország | Circuit de Catalunya          | Romain Grosjean       | Lotus    | 1:24,067 | 111 |
| Február 26. | Barcelona, Spanyolország | Circuit de Catalunya          | Felipe Massa          | Williams | 1:23,500 | 103 |
| Február 27. | Barcelona, Spanyolország | Circuit de Catalunya          | Nico Rosberg          | Mercedes | 1:22,792 | 106 |
| Február 28. | Barcelona, Spanyolország | Circuit de Catalunya          | Lewis Hamilton        | Mercedes | 1:23,022 | 76  |
| Március 1.  | Barcelona, Spanyolország | Circuit de Catalunya          | Valtteri Bottas       | Williams | 1:23,063 | 88  |
| Május 12.   | Barcelona, Spanyolország | Circuit de Catalunya          | Nico Rosberg          | Mercedes | 1:24,374 | 146 |
| Május 13.   | Barcelona, Spanyolország | Circuit de Catalunya          | Jolyon Palmer         | Lotus    | 1:26,080 | 87  |
| Június 23.  | Spielberg, Ausztria      | Red Bull Ring                 | Pascal Wehrlein       | Mercedes | 1:11,005 | 67  |
| Június 24.  | Spielberg, Ausztria      | Red Bull Ring                 | Nico Rosberg          | Mercedes | 1:09,113 | 117 |

Részletes teszteredmények
| Jerez, Spanyolország                                                                                  | Jerez, Spanyolország | Jerez, Spanyolország | Jerez, Spanyolország | Jerez, Spanyolország | Jerez, Spanyolország | Jerez, Spanyolország | Jerez, Spanyolország | Jerez, Spanyolország | Jerez, Spanyolország |
| --- | -------------------- | -------------------- | -------------------- | -------------------- | -------------------- | -------------------- | -------------------- | -------------------- | -------------------- |
| Időjárás: február 1. — száraz • február 2. — száraz, esős • február 3. — felhős • február 4. — száraz |                      |                      |                      |                      |                      |                      |                      |                      |                      |
| Dátum                                                                                                 | Hely.                | Versenyző            | Csapat/motor         | Modell               | Idő                  | Kül.                 | Előző                | Km/ó                 | Kör                  |
| február 1.                                                                                            | 1                    | Sebastian Vettel     | Ferrari              | SF15-T               | 1:22,620             | −                    | -                    | 192,941              | 60                   |
| február 1.                                                                                            | 2                    | Marcus Ericsson      | Sauber-Ferrari       | C34                  | 1:22,777             | +0,157               | +0,157               | 192,575              | 73                   |
| február 1.                                                                                            | 3                    | Nico Rosberg         | Mercedes             | F1 W06               | 1:23,106             | +0,486               | +0,329               | 191,813              | 157                  |
| február 1.                                                                                            | 4                    | Daniel Ricciardo     | Red Bull-Renault     | RB11                 | 1:23,338             | +0,718               | +0,232               | 191,279              | 35                   |
| február 1.                                                                                            | 5                    | Valtteri Bottas      | Williams-Mercedes    | FW37                 | 1:23,906             | +1,286               | +0,568               | 189,984              | 73                   |
| február 1.                                                                                            | 6                    | Carlos Sainz Jr.     | Toro Rosso-Renault   | STR10                | 1:25,327             | +2,707               | +1,421               | 186,820              | 46                   |
| február 1.                                                                                            | 7                    | Fernando Alonso      | McLaren-Honda        | MP4-30               | 1:40,738             | +18,118              | +15,411              | 158,240              | 6                    |
| február 1.                                                                                            | Forrás               |                      |                      |                      |                      |                      |                      |                      |                      |
| február 2.                                                                                            | 1                    | Sebastian Vettel     | Ferrari              | SF15-T               | 1:20,984             | -                    | -                    | 196,839              | 89                   |
| február 2.                                                                                            | 2                    | Felipe Nasr          | Sauber-Ferrari       | C34                  | 1:21,867             | +0,883               | +0,883               | 194,716              | 88                   |
| február 2.                                                                                            | 3                    | Valtteri Bottas      | Williams-Mercedes    | FW37                 | 1:22,319             | +1,335               | +0,452               | 193,647              | 61                   |
| február 2.                                                                                            | 4                    | Lewis Hamilton       | Mercedes             | F1 W06               | 1:22,490             | +1,506               | +0,171               | 193,245              | 91                   |
| február 2.                                                                                            | 5                    | Max Verstappen       | Toro Rosso-Renault   | STR10                | 1:24,167             | +3,183               | +1,677               | 189,395              | 73                   |
| február 2.                                                                                            | 6                    | Pastor Maldonado     | Lotus-Mercedes       | E23                  | 1:25,802             | +4,818               | +1,635               | 185,786              | 41                   |
| február 2.                                                                                            | 7                    | Jenson Button        | McLaren-Honda        | MP4-30               | 1:54,655             | +33,671              | +28,853              | 139,033              | 6                    |
| február 2.                                                                                            | 8                    | Danyiil Kvjat        | Red Bull-Renault     | RB11                 |                      |                      |                      | -                    | 18                   |
| február 2.                                                                                            | Forrás               |                      |                      |                      |                      |                      |                      |                      |                      |
| február 3.                                                                                            | 1                    | Felipe Nasr          | Sauber-Ferrari       | C34                  | 1:21,545             | -                    | -                    | 195,485              | 108                  |
| február 3.                                                                                            | 2                    | Kimi Räikkönen       | Ferrari              | SF15-T               | 1:21,750             | +0,205               | +0,205               | 194,994              | 92                   |
| február 3.                                                                                            | 3                    | Nico Rosberg         | Mercedes             | F1 W06               | 1:21,982             | +0,437               | +0,232               | 194,443              | 151                  |
| február 3.                                                                                            | 4                    | Felipe Massa         | Williams-Mercedes    | FW37                 | 1:22,276             | +0,731               | +0,294               | 193,748              | 71                   |
| február 3.                                                                                            | 5                    | Pastor Maldonado     | Lotus-Mercedes       | E23                  | 1:22,713             | +1,168               | +0,437               | 192,724              | 96                   |
| február 3.                                                                                            | 6                    | Carlos Sainz Jr.     | Toro Rosso-Renault   | STR10                | 1:23,187             | +1,642               | +0,474               | 191,626              | 136                  |
| február 3.                                                                                            | 7                    | Daniel Ricciardo     | Red Bull-Renault     | RB11                 | 1:23,920             | +2,375               | +0,733               | 189,952              | 48                   |
| február 3.                                                                                            | 8                    | Fernando Alonso      | McLaren-Honda        | MP4-30               | 1:35,553             | +14,008              | +11,633              | 166,827              | 32                   |
| február 3.                                                                                            | Forrás               |                      |                      |                      |                      |                      |                      |                      |                      |
| február 4.                                                                                            | 1                    | Kimi Räikkönen       | Ferrari              | SF15-T               | 1:20,841             | -                    | -                    | 197,187              | 105                  |
| február 4.                                                                                            | 2                    | Marcus Ericsson      | Sauber-Ferrari       | C34                  | 1:22,019             | +1,178               | +1,178               | 194,355              | 111                  |
| február 4.                                                                                            | 3                    | Lewis Hamilton       | Mercedes             | F1 W06               | 1:22,172             | +1,331               | +0,153               | 193,993              | 116                  |
| február 4.                                                                                            | 4                    | Max Verstappen       | Toro Rosso-Renault   | STR10                | 1:22,553             | +1,712               | +0,381               | 193,098              | 97                   |
| február 4.                                                                                            | 5                    | Felipe Massa         | Williams-Mercedes    | FW37                 | 1:23,116             | +2,275               | +0,563               | 191,790              | 73                   |
| február 4.                                                                                            | 6                    | Romain Grosjean      | Lotus-Mercedes       | E23                  | 1:23,802             | +2,961               | +0,686               | 190,220              | 53                   |
| február 4.                                                                                            | 7                    | Danyiil Kvjat        | Red Bull-Renault     | RB11                 | 1:23,975             | +3,134               | +0,173               | 189,828              | 63                   |
| február 4.                                                                                            | 8                    | Jenson Button        | McLaren-Honda        | MP4-30               | 1:27,660             | +6,819               | +3,685               | 181,848              | 35                   |
| február 4.                                                                                            | Forrás               |                      |                      |                      |                      |                      |                      |                      |                      |
| A Force India-Mercedes nem vett részt a teszten.                                                      |                      |                      |                      |                      |                      |                      |                      |                      |                      |
| Összesített eredmények                                                                                |                      |                      |                      |                      |                      |                      |                      |                      |                      |

| Barcelona, Spanyolország 1.                                                                               | Barcelona, Spanyolország 1. | Barcelona, Spanyolország 1. | Barcelona, Spanyolország 1. | Barcelona, Spanyolország 1. | Barcelona, Spanyolország 1. | Barcelona, Spanyolország 1. | Barcelona, Spanyolország 1. | Barcelona, Spanyolország 1. | Barcelona, Spanyolország 1. |
| --- | --------------------------- | --------------------------- | --------------------------- | --------------------------- | --------------------------- | --------------------------- | --------------------------- | --------------------------- | --------------------------- |
| Időjárás: február 19. — száraz • február 20. — száraz • február 21. — száraz, esős • február 22. — száraz |                             |                             |                             |                             |                             |                             |                             |                             |                             |
| Dátum | Hely.                       | Versenyző                   | Csapat/motor                | Modell                      | Idő                         | Kül.                        | Előző                       | Km/ó                        | Kör                         |
| február 19.                                                                                               | 1                           | Pastor Maldonado            | Lotus-Mercedes              | E23                         | 1:25,011                    | -                           | -                           | 197,127                     | 69                          |
| február 19.                                                                                               | 2                           | Kimi Räikkönen              | Ferrari                     | SF15-T                      | 1:25,167                    | +0,156                      | +0,156                      | 196,766                     | 74                          |
| február 19.                                                                                               | 3                           | Daniel Ricciardo            | Red Bull-Renault            | RB11                        | 1:25,547                    | +0,536                      | +0,380                      | 195,892                     | 59                          |
| február 19.                                                                                               | 4                           | Sergio Pérez                | Force India-Mercedes        | VJM07                       | 1:26,636                    | +1,625                      | +1,089                      | 193,430                     | 34                          |
| február 19.                                                                                               | 5                           | Felipe Nasr                 | Sauber-Ferrari              | C34                         | 1:27,307                    | +2,296                      | +0,671                      | 191,943                     | 79                          |
| február 19.                                                                                               | 6                           | Max Verstappen              | Toro Rosso-Renault          | STR10                       | 1:27,900                    | +2,889                      | +0,593                      | 190,648                     | 93                          |
| február 19.                                                                                               | 7                           | Jenson Button               | McLaren-Honda               | MP4-30                      | 1:28,182                    | +3,171                      | +0,282                      | 190,039                     | 21                          |
| február 19.                                                                                               | 8                           | Pascal Wehrlein             | Force India-Mercedes        | VJM07                       | 1:28,329                    | +3,318                      | +0,147                      | 189,723                     | 32                          |
| február 19.                                                                                               | 9                           | Pascal Wehrlein             | Mercedes                    | F1 W06                      | 1:28,489                    | +3,478                      | +0,160                      | 189,379                     | 48                          |
| február 19.                                                                                               | 10                          | Susie Wolff                 | Williams-Mercedes           | FW37                        | 1:28,906                    | +3,895                      | +0,417                      | 188,491                     | 86                          |
| február 19.                                                                                               | 11                          | Lewis Hamilton              | Mercedes                    | F1 W06                      | 1:30,429                    | +5,418                      | +1,523                      | 185,317                     | 11                          |
| február 19.                                                                                               | Forrás                      |                             |                             |                             |                             |                             |                             |                             |                             |
| február 20.                                                                                               | 1                           | Daniel Ricciardo            | Red Bull-Renault            | RB11                        | 1:24,574                    | -                           | -                           | 198,146                     | 143                         |
| február 20.                                                                                               | 2                           | Kimi Räikkönen              | Ferrari                     | SF15-T                      | 1:24,584                    | +0,010                      | +0,010                      | 198,123                     | 90                          |
| február 20.                                                                                               | 3                           | Felipe Massa                | Williams-Mercedes           | FW37                        | 1:24,672                    | +0,098                      | +0,088                      | 197,917                     | 88                          |
| február 20.                                                                                               | 4                           | Sergio Pérez                | Force India-Mercedes        | VJM07                       | 1:24,702                    | +0,128                      | +0,030                      | 197,847                     | 121                         |
| február 20.                                                                                               | 5                           | Lewis Hamilton              | Mercedes                    | F1 W06                      | 1:24,923                    | +0,349                      | +0,221                      | 197,332                     | 89                          |
| február 20.                                                                                               | 6                           | Nico Rosberg                | Mercedes                    | F1 W06                      | 1:25,556                    | +0,982                      | +0,633                      | 195,872                     | 66                          |
| február 20.                                                                                               | 7                           | Fernando Alonso             | McLaren-Honda               | MP4-30                      | 1:25,961                    | +1,387                      | +0,405                      | 194,949                     | 59                          |
| február 20.                                                                                               | 8                           | Jolyon Palmer               | Lotus-Mercedes              | E23                         | 1:26,280                    | +1,706                      | +0,319                      | 194,228                     | 77                          |
| február 20.                                                                                               | 9                           | Marcus Ericsson             | Sauber-Ferrari              | C34                         | 1:27,344                    | +2,770                      | +1,064                      | 191,862                     | 113                         |
| február 20.                                                                                               | 10                          | Carlos Sainz Jr.            | Toro Rosso-Renault          | STR10                       | 1:28,945                    | +4,371                      | +1,601                      | 188,409                     | 100                         |
| február 20.                                                                                               | Forrás                      |                             |                             |                             |                             |                             |                             |                             |                             |
| február 21.                                                                                               | 1                           | Pastor Maldonado            | Lotus-Mercedes              | E23                         | 1:24,348                    | -                           | -                           | 198,677                     | 104                         |
| február 21.                                                                                               | 2                           | Max Verstappen              | Toro Rosso-Renault          | STR10                       | 1:24,739                    | +0,391                      | +0,391                      | 197,760                     | 129                         |
| február 21.                                                                                               | 3                           | Lewis Hamilton              | Mercedes                    | F1 W06                      | 1:26,076                    | +1,728                      | +1,337                      | 194,688                     | 101                         |
| február 21.                                                                                               | 4                           | Marcus Ericsson             | Sauber-Ferrari              | C34                         | 1:26,340                    | +1,992                      | +0,264                      | 194,093                     | 53                          |
| február 21.                                                                                               | 5                           | Sebastian Vettel            | Ferrari                     | SF15-T                      | 1:26,407                    | +2,059                      | +0,067                      | 193,943                     | 105                         |
| február 21.                                                                                               | 6                           | Danyiil Kvjat               | Red Bull-Renault            | RB11                        | 1:26,589                    | +2,241                      | +0,182                      | 193,535                     | 112                         |
| február 21.                                                                                               | 7                           | Felipe Massa                | Williams-Mercedes           | FW37                        | 1:26,912                    | +2,564                      | +0,323                      | 192,816                     | 55                          |
| február 21.                                                                                               | 8                           | Pascal Wehrlein             | Force India-Mercedes        | VJM07                       | 1:27,333                    | +2,985                      | +0,421                      | 191,886                     | 81                          |
| február 21.                                                                                               | 9                           | Valtteri Bottas             | Williams-Mercedes           | FW37                        | 1:27,556                    | +3,208                      | +0,223                      | 191,398                     | 49                          |
| február 21.                                                                                               | 10                          | Jenson Button               | McLaren-Honda               | MP4-30                      | 1:29,151                    | +4,803                      | +1,595                      | 187,973                     | 24                          |
| február 21.                                                                                               | Forrás                      |                             |                             |                             |                             |                             |                             |                             |                             |
| február 22.                                                                                               | 1                           | Romain Grosjean             | Lotus-Mercedes              | E23                         | 1:24,067                    | -                           | -                           | 199,341                     | 111                         |
| február 22.                                                                                               | 2                           | Nico Rosberg                | Mercedes                    | F1 W06                      | 1:24,321                    | +0,254                      | +0,254                      | 198,741                     | 131                         |
| február 22.                                                                                               | 3                           | Danyiil Kvjat               | Red Bull                    | RB11                        | 1:24,941                    | +0,874                      | +0,620                      | 197,290                     | 104                         |
| február 22.                                                                                               | 4                           | Felipe Nasr                 | Sauber-Ferrari              | C34                         | 1:24,956                    | +0,889                      | +0,015                      | 197,255                     | 73                          |
| február 22.                                                                                               | 5                           | Valtteri Bottas             | Williams-Mercedes           | FW37                        | 1:25,345                    | +1,278                      | +0,389                      | 196,356                     | 129                         |
| február 22.                                                                                               | 6                           | Carlos Sainz                | Toro Rosso-Renault          | STR10                       | 1:25,605                    | +1,538                      | +0,260                      | 195,760                     | 88                          |
| február 22.                                                                                               | 7                           | Sebastian Vettel            | Ferrari                     | SF15-T                      | 1:26,312                    | +2,245                      | +0,707                      | 194,156                     | 76                          |
| február 22.                                                                                               | 8                           | Nico Hülkenberg             | Force India-Mercedes        | VJM07                       | 1:26,591                    | +2,524                      | +0,279                      | 193,531                     | 36                          |
| február 22.                                                                                               | 9                           | Fernando Alonso             | McLaren-Honda               | MP4-30                      | 1:27,956                    | +3,889                      | +1,365                      | 190,527                     | 20                          |
| február 22.                                                                                               | Forrás                      |                             |                             |                             |                             |                             |                             |                             |                             |
| Összesített eredmények                                                                                    |                             |                             |                             |                             |                             |                             |                             |                             |                             |

| Barcelona, Spanyolország 2.                                                                        | Barcelona, Spanyolország 2. | Barcelona, Spanyolország 2. | Barcelona, Spanyolország 2. | Barcelona, Spanyolország 2. | Barcelona, Spanyolország 2. | Barcelona, Spanyolország 2. | Barcelona, Spanyolország 2. | Barcelona, Spanyolország 2. | Barcelona, Spanyolország 2. |
| -------------------------------------------------------------------------------------------------- | --------------------------- | --------------------------- | --------------------------- | --------------------------- | --------------------------- | --------------------------- | --------------------------- | --------------------------- | --------------------------- |
| Időjárás: február 26. — száraz • február 27. — száraz • február 28. — száraz • március 1. — száraz |                             |                             |                             |                             |                             |                             |                             |                             |                             |
| Dátum                                                                                              | Hely.                       | Versenyző                   | Csapat/motor                | Modell                      | Idő                         | Kül.                        | Előző                       | Km/ó                        | Kör                         |
| február 26.                                                                                        | 1                           | Felipe Massa                | Williams-Mercedes           | FW37                        | 1:23,500                    | -                           | -                           | 200,695                     | 103                         |
| február 26.                                                                                        | 2                           | Marcus Ericsson             | Sauber-Ferrari              | C34                         | 1:24,276                    | +0,776                      | +0,776                      | 198,847                     | 122                         |
| február 26.                                                                                        | 3                           | Lewis Hamilton              | Mercedes                    | F1 W06                      | 1:24,881                    | +1,381                      | +0,605                      | 197,429                     | 48                          |
| február 26.                                                                                        | 4                           | Danyiil Kvjat               | Red Bull-Renault            | RB11                        | 1:25,947                    | +2,447                      | +1,066                      | 194,981                     | 75                          |
| február 26.                                                                                        | 5                           | Romain Grosjean             | Lotus-Mercedes              | E23                         | 1:26,177                    | +2,677                      | +0,230                      | 194,460                     | 75                          |
| február 26.                                                                                        | 6                           | Kimi Räikkönen              | Ferrari                     | SF15-T                      | 1:26,327                    | +2,827                      | +0,150                      | 194,122                     | 80                          |
| február 26.                                                                                        | 7                           | Carlos Sainz Jr.            | Toro Rosso-Renault          | STR10                       | 1:26,962                    | +3,462                      | +0,635                      | 192,705                     | 86                          |
| február 26.                                                                                        | 8                           | Jenson Button               | McLaren-Honda               | MP4-30                      | 1:31,479                    | +7,979                      | +4,517                      | 183,190                     | 7                           |
| február 26.                                                                                        | Forrás                      |                             |                             |                             |                             |                             |                             |                             |                             |
| február 27.                                                                                        | 1                           | Nico Rosberg                | Mercedes                    | F1 W06                      | 1:22,792                    | -                           | -                           | 202,411                     | 106                         |
| február 27.                                                                                        | 2                           | Valtteri Bottas             | Williams-Mercedes           | W06                         | 1:23,995                    | +1,203                      | +1,203                      | 199,512                     | 90                          |
| február 27.                                                                                        | 3                           | Felipe Nasr                 | Sauber-Ferrari              | C34                         | 1:24,071                    | +1,279                      | +0,076                      | 199,332                     | 141                         |
| február 27.                                                                                        | 4                           | Sebastian Vettel            | Ferrari                     | SF15-T                      | 1:25,339                    | +2,547                      | +1,268                      | 196,370                     | 143                         |
| február 27.                                                                                        | 5                           | Jenson Button               | McLaren-Honda               | MP4-30                      | 1:25,590                    | +2,798                      | +0,251                      | 195,794                     | 101                         |
| február 27.                                                                                        | 6                           | Pastor Maldonado            | Lotus-Mercedes              | E23                         | 1:26,705                    | +3,913                      | +1,115                      | 193,276                     | 140                         |
| február 27.                                                                                        | 7                           | Max Verstappen              | Toro Rosso-Renault          | STR10                       | 1:26,766                    | +3,974                      | +0,061                      | 193,140                     | 139                         |
| február 27.                                                                                        | 8                           | Danyiil Kvjat               | Red Bull-Renault            | RB11                        | 1:26,965                    | +4,173                      | +0,199                      | 192,698                     | 84                          |
| február 27.                                                                                        | 9                           | Nico Hülkenberg             | Force India-Mercedes        | VJM08                       | 1:28,412                    | +5,620                      | +1,447                      | 189,544                     | 77                          |
| február 27.                                                                                        | Forrás                      |                             |                             |                             |                             |                             |                             |                             |                             |
| február 28.                                                                                        | 1                           | Lewis Hamilton              | Mercedes                    | F1 W06                      | 1:23,022                    | -                           | -                           | 201,850                     | 76                          |
| február 28.                                                                                        | 2                           | Felipe Massa                | Williams-Mercedes           | FW37                        | 1:23,262                    | +0,240                      | +0,240                      | 201,268                     | 102                         |
| február 28.                                                                                        | 3                           | Kimi Räikkönen              | Ferrari                     | SF15-T                      | 1:23,276                    | +0,254                      | +0,014                      | 201,234                     | 136                         |
| február 28.                                                                                        | 4                           | Carlos Sainz Jr.            | Toro Rosso-Renault          | STR10                       | 1:24,191                    | +1,169                      | +0,915                      | 199,047                     | 132                         |
| február 28.                                                                                        | 5                           | Romain Grosjean             | Lotus-Mercedes              | E23                         | 1:24,200                    | +1,178                      | +0,009                      | 199,026                     | 116                         |
| február 28.                                                                                        | 6                           | Marcus Ericsson             | Sauber-Ferrari              | C34                         | 1:24,477                    | +1,455                      | +0,277                      | 198,374                     | 123                         |
| február 28.                                                                                        | 7                           | Nico Hülkenberg             | Force India-Mercedes        | VJM08                       | 1:24,939                    | +1,917                      | +0,462                      | 197,295                     | 158                         |
| február 28.                                                                                        | 8                           | Kevin Magnussen             | McLaren-Honda               | MP4-30                      | 1:25,225                    | +2,203                      | +0,286                      | 196,632                     | 39                          |
| február 28.                                                                                        | 9                           | Daniel Ricciardo            | Red Bull-Renault            | RB11                        | 1:25,742                    | +2,720                      | +0,517                      | 195,447                     | 128                         |
| február 28.                                                                                        | Forrás                      |                             |                             |                             |                             |                             |                             |                             |                             |
| március 1.                                                                                         | 1                           | Valtteri Bottas             | Williams-Mercedes           | FW37                        | 1:23,063                    | -                           | -                           | 201,750                     | 88                          |
| március 1.                                                                                         | 2                           | Sebastian Vettel            | Ferrari                     | SF15-T                      | 1:23,469                    | +0,406                      | +0,406                      | 200,769                     | 129                         |
| március 1.                                                                                         | 3                           | Felipe Nasr                 | Sauber-Ferrari              | C34                         | 1:24,941                    | +0,960                      | +0,554                      | 199,445                     | 159                         |
| március 1.                                                                                         | 4                           | Max Verstappen              | Toro Rosso-Renault          | STR10                       | 1:24,527                    | +1,464                      | +0,504                      | 198,256                     | 85                          |
| március 1.                                                                                         | 5                           | Daniel Ricciardo            | Red Bull-Renault            | RB11                        | 1:24,638                    | +1,575                      | +0,111                      | 197,996                     | 72                          |
| március 1.                                                                                         | 6                           | Sergio Pérez                | Force India-Mercedes        | VJM08                       | 1:25,113                    | +2,050                      | +0,475                      | 196,891                     | 130                         |
| március 1.                                                                                         | 7                           | Nico Rosberg                | Mercedes                    | F1 W06                      | 1:25,186                    | +2,123                      | +0,073                      | 196,722                     | 148                         |
| március 1.                                                                                         | 8                           | Jenson Button               | McLaren-Honda               | MP4-30                      | 1:25,227                    | +2,164                      | +0,041                      | 196,628                     | 30                          |
| március 1.                                                                                         | 9                           | Pastor Maldonado            | Lotus-Mercedes              | E23                         | 1:28,272                    | +5,209                      | +3,045                      | 189,845                     | 36                          |
| március 1.                                                                                         | Forrás                      |                             |                             |                             |                             |                             |                             |                             |                             |
| Összesített eredmények                                                                             |                             |                             |                             |                             |                             |                             |                             |                             |                             |

| Barcelona, Spanyolország 3.                       | Barcelona, Spanyolország 3.               | Barcelona, Spanyolország 3. | Barcelona, Spanyolország 3. | Barcelona, Spanyolország 3. | Barcelona, Spanyolország 3. | Barcelona, Spanyolország 3. | Barcelona, Spanyolország 3. | Barcelona, Spanyolország 3. | Barcelona, Spanyolország 3. |
| ------------------------------------------------- | ----------------------------------------- | --------------------------- | --------------------------- | --------------------------- | --------------------------- | --------------------------- | --------------------------- | --------------------------- | --------------------------- |
| Időjárás: május 12. — száraz • május 13. — száraz |                                           |                             |                             |                             |                             |                             |                             |                             |                             |
| Dátum                                             | Hely.                                     | Versenyző                   | Csapat/motor                | Modell                      | Idő                         | Kül.                        | Előző                       | Km/ó                        | Kör                         |
| május 12.                                         | 1                                         | Nico Rosberg                | Mercedes                    | W06                         | 1:24,374                    | -                           | -                           | 198,616                     | 146                         |
| május 12.                                         | 2                                         | Marcus Ericsson             | Sauber-Ferrari              | C34                         | 1:26,624                    | +2,250                      | +2,250                      | 193,457                     | 98                          |
| május 12.                                         | 3                                         | Raffaele Marciello          | Ferrari                     | SF15-T                      | 1:26,648                    | +2,274                      | +0,024                      | 193,403                     | 125                         |
| május 12.                                         | 4                                         | Danyiil Kvjat               | Red Bull-Renault            | RB11                        | 1:26,904                    | +2,530                      | +0,256                      | 192,833                     | 101                         |
| május 12.                                         | 5                                         | Pastor Maldonado            | Lotus-Mercedes              | E23                         | 1:27,338                    | +2,964                      | +0,434                      | 191,875                     | 60                          |
| május 12.                                         | 6                                         | Nick Yelloly                | Force India-Mercedes        | VJM08                       | 1:27,396                    | +3,022                      | +0,058                      | 191,748                     | 109                         |
| május 12.                                         | 7                                         | Pierre Gasly                | Toro Rosso-Renault          | STR10                       | 1:27,639                    | +3,265                      | +0,243                      | 191,216                     | 131                         |
| május 12.                                         | 8                                         | Felipe Massa                | Williams-Mercedes           | FW37                        | 1:27,911                    | +3,537                      | +0,272                      | 190,625                     | 54                          |
| május 12.                                         | 9                                         | Oliver Turvey               | McLaren-Honda               | MP4-30                      | 1:28,542                    | +4,168                      | +0,631                      | 189,266                     | 68                          |
| május 12.                                         | Forrás                                    |                             |                             |                             |                             |                             |                             |                             |                             |
| május 13.                                         | 1                                         | Jolyon Palmer               | Lotus-Mercedes              | E23                         | 1:26,080                    | -                           | -                           | 194,679                     | 87                          |
| május 13.                                         | 2                                         | Pascal Wehrlein             | Mercedes                    | W06                         | 1:26,497                    | +0,417                      | +0,417                      | 193,741                     | 132                         |
| május 13.                                         | 3                                         | Pierre Gasly                | Red Bull-Renault            | RB11                        | 1:26,683                    | +0,603                      | +0,186                      | 193,325                     | 75                          |
| május 13.                                         | 4                                         | Jenson Button               | McLaren-Honda               | MP4-30                      | 1:26,927                    | +0,847                      | +0,244                      | 192,782                     | 100                         |
| május 13.                                         | 5                                         | Alex Lynn                   | Williams-Mercedes           | FW37                        | 1:26,967                    | +0,887                      | +0,040                      | 192,694                     | 52                          |
| május 13.                                         | 6                                         | Esteban Ocon                | Force India-Mercedes        | VJM08                       | 1:27,520                    | +1,440                      | +0,553                      | 191,476                     | 94                          |
| május 13.                                         | 7                                         | Esteban Gutiérrez           | Ferrari                     | SF15-T                      | 1:27,930                    | +1,850                      | +0,410                      | 190,583                     | 119                         |
| május 13.                                         | 8                                         | Carlos Sainz Jr.            | Toro Rosso-Renault          | STR10                       | 1:27,997                    | +1,917                      | +0,067                      | 190,438                     | 126                         |
| május 13.                                         | 9                                         | Raffaele Marciello          | Sauber-Ferrari              | C34                         | 1:28,829                    | +2,749                      | +0,832                      | 188,655                     | 75                          |
| május 13.                                         | Forrás                                    |                             |                             |                             |                             |                             |                             |                             |                             |
| május 13.                                         | A Manor-Ferrari nem vett részt a teszten. |                             |                             |                             |                             |                             |                             |                             |                             |

| Spielberg, Ausztria                                         | Spielberg, Ausztria | Spielberg, Ausztria | Spielberg, Ausztria  | Spielberg, Ausztria | Spielberg, Ausztria | Spielberg, Ausztria | Spielberg, Ausztria | Spielberg, Ausztria | Spielberg, Ausztria |
| ----------------------------------------------------------- | ------------------- | ------------------- | -------------------- | ------------------- | ------------------- | ------------------- | ------------------- | ------------------- | ------------------- |
| Időjárás: június 23. — esős, száraz • június 24. — • száraz |                     |                     |                      |                     |                     |                     |                     |                     |                     |
| Dátum                                                       | Hely.               | Versenyző           | Csapat/motor         | Modell              | Idő                 | Kül.                | Előző               | Km/ó                | Kör                 |
| június 23.                                                  | 1                   | Pascal Wehrlein     | Mercedes             | W06                 | 1:11,005            | -                   | -                   | 219,331             | 67                  |
| június 23.                                                  | 2                   | Esteban Ocon        | Force India-Mercedes | VJM08               | 1:11,192            | +0,187              | +0,187              | 218,755             | 76                  |
| június 23.                                                  | 3                   | Max Verstappen      | Toro Rosso-Renault   | STR10               | 1:11,328            | +0,323              | +0,136              | 218,338             | 97                  |
| június 23.                                                  | 4                   | Antonio Fuoco       | Ferrari              | SF15-T              | 1:11,331            | +0,326              | +0,003              | 218,329             | 71                  |
| június 23.                                                  | 5                   | Romain Grosjean     | Lotus-Mercedes       | E23                 | 1:11,691            | +0,504              | +0,178              | 217,785             | 45                  |
| június 23.                                                  | 6                   | Pierre Gasly        | Red Bull-Renault     | RB11                | 1:11,757            | +0,752              | +0,248              | 217,032             | 80                  |
| június 23.                                                  | 7                   | Raffaele Marciello  | Sauber-Ferrari       | C34                 | 1:11,826            | +0,821              | +0,069              | 216,824             | 53                  |
| június 23.                                                  | 8                   | Stoffel Vandoorne   | McLaren-Honda        | MP4-30              | 1:12,530            | +1,525              | +0,704              | 214,719             | 76                  |
| június 23.                                                  | 9                   | Susie Wolff         | Williams-Mercedes    | FW37                | 1:13,248            | +2,243              | +0,718              | 212,615             | 39                  |
| június 23.                                                  | Forrás              |                     |                      |                     |                     |                     |                     |                     |                     |
| június 24.                                                  | 1                   | Nico Rosberg        | Mercedes             | W06                 | 1:09,113            | -                   | -                   | 225,335             | 117                 |
| június 24.                                                  | 2                   | Esteban Gutiérrez   | Ferrari              | SF15-T              | 1:09,931            | +0,818              | +0,818              | 222,700             | 110                 |
| június 24.                                                  | 3                   | Valtteri Bottas     | Williams-Mercedes    | FW37                | 1:10,029            | +0,916              | +0,098              | 222,388             | 79                  |
| június 24.                                                  | 4                   | Marco Wittmann      | Toro Rosso-Renault   | STR10               | 1:10,103            | +0,990              | +0,074              | 222,153             | 158                 |
| június 24.                                                  | 5                   | Pascal Wehrlein     | Force India-Mercedes | VJM08               | 1:10,253            | +1,140              | +0,150              | 221,679             | 132                 |
| június 24.                                                  | 6                   | Fernando Alonso     | McLaren-Honda        | MP4-30              | 1:10,718            | +1,605              | +0,465              | 220,221             | 110                 |
| június 24.                                                  | 7                   | Daniel Ricciardo    | Red Bull-Renault     | RB11                | 1:10,827            | +1,714              | +0,109              | 219,882             | 10                  |
| június 24.                                                  | 8                   | Felipe Nasr         | Sauber-Ferrari       | C34                 | 1:10,922            | +1,809              | +0,095              | 219,588             | 116                 |
| június 24.                                                  | 9                   | Jolyon Palmer       | Lotus-Mercedes       | E23                 | 1:11,288            | +2,175              | +0,366              | 218,460             | 138                 |
| június 24.                                                  | Forrás              |                     |                      |                     |                     |                     |                     |                     |                     |
| A Manor-Ferrari nem vett részt a teszten.                   |                     |                     |                      |                     |                     |                     |                     |                     |                     |

## Csapatok
| Csapat                        | Konstruktőr | Motor    | Gumi | Rajtszám | Versenyző(k)     | Verseny      | Tesztversenyző(k)                                         |
| ----------------------------- | ----------- | -------- | ---- | -------- | ---------------- | ------------ | --------------------------------------------------------- |
| Scuderia Ferrari              | Ferrari     | Ferrari  | P    | 5        | Sebastian Vettel | 1–19         | Esteban Gutiérrez Jean-Éric Vergne Marc Gené Davide Rigon |
| Scuderia Ferrari              | Ferrari     | Ferrari  | P    | 7        | Kimi Räikkönen   | 1–19         | Esteban Gutiérrez Jean-Éric Vergne Marc Gené Davide Rigon |
| Sahara Force India F1 Team    | Force India | Mercedes | P    | 11       | Sergio Pérez     | 1–19         | Daniel Juncadella                                         |
| Sahara Force India F1 Team    | Force India | Mercedes | P    | 27       | Nico Hülkenberg  | 1–19         | Daniel Juncadella                                         |
| Lotus F1 Team                 | Lotus       | Mercedes | P    | 8        | Romain Grosjean  | 1–19         | Charles Pic Esteban Ocon Jolyon Palmer Carmen Jordá       |
| Lotus F1 Team                 | Lotus       | Mercedes | P    | 13       | Pastor Maldonado | 1–19         | Charles Pic Esteban Ocon Jolyon Palmer Carmen Jordá       |
| Manor Marussia F1 Team        | Manor       | Ferrari  | P    | 28       | Will Stevens     | 2–19         | Jordan King Fabio Leimer                                  |
| Manor Marussia F1 Team        | Manor       | Ferrari  | P    | 53       | Alexander Rossi  | 13–14, 16–18 | Jordan King Fabio Leimer                                  |
| Manor Marussia F1 Team        | Manor       | Ferrari  | P    | 98       | Roberto Merhi    | 2–12, 15, 19 | Jordan King Fabio Leimer                                  |
| McLaren Honda                 | McLaren     | Honda    | P    | 14       | Fernando Alonso  | 2–19         | Kevin Magnussen Stoffel Vandoorne                         |
| McLaren Honda                 | McLaren     | Honda    | P    | 20       | Kevin Magnussen  | 1            | Kevin Magnussen Stoffel Vandoorne                         |
| McLaren Honda                 | McLaren     | Honda    | P    | 22       | Jenson Button    | 1–19         | Kevin Magnussen Stoffel Vandoorne                         |
| Mercedes AMG Petronas F1 Team | Mercedes    | Mercedes | P    | 6        | Nico Rosberg     | 1–19         | Pascal Wehrlein                                           |
| Mercedes AMG Petronas F1 Team | Mercedes    | Mercedes | P    | 44       | Lewis Hamilton   | 1–19         | Pascal Wehrlein                                           |
| Infiniti Red Bull Racing      | Red Bull    | Renault  | P    | 3        | Daniel Ricciardo | 1–19         | Sébastien Buemi                                           |
| Infiniti Red Bull Racing      | Red Bull    | Renault  | P    | 26       | Danyiil Kvjat    | 1–19         | Sébastien Buemi                                           |
| Sauber F1 Team                | Sauber      | Ferrari  | P    | 9        | Marcus Ericsson  | 1–19         | Raffaele Marciello                                        |
| Sauber F1 Team                | Sauber      | Ferrari  | P    | 12       | Felipe Nasr      | 1–19         | Raffaele Marciello                                        |
| Scuderia Toro Rosso           | Toro Rosso  | Renault  | P    | 33       | Max Verstappen   | 1–19         | Sébastien Buemi                                           |
| Scuderia Toro Rosso           | Toro Rosso  | Renault  | P    | 55       | Carlos Sainz Jr. | 1–19         | Sébastien Buemi                                           |
| Williams Martini Racing       | Williams    | Mercedes | P    | 19       | Felipe Massa     | 1–19         | Adrian Sutil Susie Wolff Alex Lynn                        |
| Williams Martini Racing       | Williams    | Mercedes | P    | 77       | Valtteri Bottas  | 1–19         | Adrian Sutil Susie Wolff Alex Lynn                        |

2014 végén–2015 elején a Marussia F1 Team és a Caterham F1 Team is hivatalosan csődbe ment, így ez a két csapat már nem állt volna rajthoz a 2015-ös szezonban.
A Marussia F1 Team viszont újra felkerült a nevezési listára, Manor Marussia F1 Team néven, így ők indulhatnak ebben az évben.
A Toro Rossonál debütált 2015-ben az akkor mindössze 17 éves holland Max Verstappen, aki ezzel minden idők legfiatalabb Formula–1-es pilótája, valamint a maláj nagydíjat követően minden idők legfiatalabb pontszerzője lett.
A szezonnyitó ausztrál verseny előtt Giedo van der Garde beperelte a Sauber istállót, mivel élő, 2015-ös szerződése ellenére nem ő lett a csapat egyik versenyzője. A svájci, és az ausztrál legfelsőbb bíróság is a versenyzőnek adott igazat, és kötelezték a csapatot, hogy lehetőség van der Garde lehetőséget kapjon, különben lefoglalják az autókat és a csapat felszerelését. Tárgyalások után viszont az a döntés született, hogy a Sauber maradt eredeti pilótafelállásánál, van der Garde pedig jelentős kártérítést kapott.

### Pénteki tesztpilóták
Az alábbi táblázat azokat a tesztpilótákat sorolja fel, akik lehetőséget kaptak a szezon folyamán, hogy pénteki szabadedzéseken az autóba üljenek.
| Csapat                  | Rajtszám | Pilóta             | Futam(ok)                                                                                 |
| ----------------------- | -------- | ------------------ | ----------------------------------------------------------------------------------------- |
| Sauber F1 Team          | 11       | Raffaele Marciello | 2, 5, 9, 16 (MAL, ESP, GBR, USA)                                                          |
| Sauber F1 Team          | 36       | Raffaele Marciello | 2, 5, 9, 16 (MAL, ESP, GBR, USA)                                                          |
| Lotus F1 Team           | 30       | Jolyon Palmer      | 3–5, 8–12, 14–15, 17–19 (CHN, BHR, ESP, AUT, GBR, HUN, BEL, ITA, JPN, RUS, MEX, BRA, ABU) |
| Williams Martini Racing | 41       | Susie Wolff        | 5, 9 (ESP, GBR)                                                                           |
| Manor Marussia F1 Team  | 42       | Fabio Leimer       | 10 (HUN)                                                                                  |

## Versenynaptár
2014 júliusában megerősítették, hogy 2015-től visszatér a mexikói nagydíj, 1992 óta először. A futam egyelőre öt évre írt alá szerződést. Ezzel 2015-ben 20 fordulósra bővült a versenynaptár. Úgy tűnt, visszatérhet a Long Beach-i nagydíj is az Egyesült Államokba, ám erre legalább 2016-ig várni kell. Az előzetes várakozásokkal ellentétben az indiai nagydíj, mely 2013-ban rendezett utoljára futamot, nem került vissza a versenynaptárba. 2015-től a tervek szerint a közeljövőben minden további német nagydíjnak a Nürburgring adott volna otthont, ám ebben az évben anyagi okok miatt végül nem rendezték meg a nagydíjat, 1960 óta először.
Egy ideig lehetségesnek tűnt, hogy 2015 végén megrendezik az első nagydíjat Bakuban, Azerbajdzsánban, azonban 2014 júliusában bejelentették, hogy a mezőny csak 2016-tól látogat el Bakuba, amely futam Európa nagydíj néven fog szerepelni a versenynaptárban.
A 2015-ös szezon tervezett versenynaptárát 2014. szeptember 7-én, az olasz nagydíj napján kapták meg a csapatok. Ekkor még a japán és az abu-dzabi nagydíj időpontja volt kérdéses. A végleges versenynaptárat öt nappal később, szeptember 12-én pénteken jelentették be. Legutóbb 1963-ban volt ennyire hosszú egy szezon, miután 2015-ben a szezonnyitó ausztrál nagydíj március 15-én, míg a szezonzáró abu-dzabi nagydíj november 29-én kerül megrendezésre.
| Verseny | Hivatalos név                                          | Nagydíj            | Pálya                              | Város        | Dátum          | Pályarajz   |
| ------- | ------------------------------------------------------ | ------------------ | ---------------------------------- | ------------ | -------------- | ----------- |
| 1       | 2015 Formula 1 Rolex Australian Grand Prix             | Ausztrál nagydíj   | Albert Park Grand Prix Circuit     | Melbourne    | március 15.    | Melbourne   |
| 2       | 2015 Formula 1 Petronas Malaysia Grand Prix            | Maláj nagydíj      | Sepang International Circuit       | Kuala Lumpur | március 29.    | Sepang      |
| 3       | 2015 Formula 1 Chinese Grand Prix                      | Kínai nagydíj      | Shanghai International Circuit     | Sanghaj      | április 12.    | Sanghaj     |
| 4       | 2015 Formula 1 Gulf Air Bahrain Grand Prix             | Bahreini nagydíj   | Bahrain International Circuit      | Szahír       | április 19.    | Bahrein     |
| 5       | Formula 1 Gran Premio de España Pirelli 2015           | Spanyol nagydíj    | Circuit de Catalunya               | Barcelona    | május 10.      | Barcelona   |
| 6       | Formula 1 Grand Prix de Monaco 2015                    | Monacói nagydíj    | Circuit de Monaco                  | Monte-Carlo  | május 24.      | Monte-Carlo |
| 7       | Formula 1 Grand Prix du Canada 2015                    | Kanadai nagydíj    | Circuit Gilles Villeneuve          | Montréal     | június 7.      | Montreal    |
| 8       | Formula 1 Großer Preis von Österreich 2015             | Osztrák nagydíj    | Red Bull Ring                      | Spielberg    | június 21.     | Spielberg   |
| 9       | 2015 Formula 1 British Grand Prix                      | Brit nagydíj       | Silverstone Circuit                | Silverstone  | július 5.      | Silverstone |
| 10      | Formula 1 Pirelli Magyar Nagydíj 2015                  | Magyar nagydíj     | Hungaroring                        | Mogyoród     | július 26.     | Mogyoród    |
| 11      | 2015 Formula 1 Shell Belgian Grand Prix                | Belga nagydíj      | Circuit de Spa-Francorchamps       | Spa          | augusztus 23.  | Spa         |
| 12      | Formula 1 Gran Premio d'Italia 2015                    | Olasz nagydíj      | Autodromo Nazionale di Monza       | Monza        | szeptember 6.  | Monza       |
| 13      | 2015 Formula 1 Singapore Airlines Singapore Grand Prix | Szingapúri nagydíj | Marina Bay Street Circuit          | Szingapúr    | szeptember 20. | Szingapúr   |
| 14      | 2015 Formula 1 Japanese Grand Prix                     | Japán nagydíj      | Suzuka Circuit                     | Szuzuka      | szeptember 27. | Suzuka      |
| 15      | 2015 Formula 1 Russian Grand Prix                      | Orosz nagydíj      | Sochi International Street Circuit | Szocsi       | október 11.    | Szocsi      |
| 16      | 2015 Formula 1 United States Grand Prix                | Amerikai nagydíj   | Circuit of the Americas            | Austin       | október 25.    | Austin      |
| 17      | Formula 1 Gran Premio de México 2015                   | Mexikói nagydíj    | Autódromo Hermanos Rodríguez       | Mexikóváros  | november 1.    | Mexikóváros |
| 18      | Formula 1 Grande Prêmio do Brasil 2015                 | Brazil nagydíj     | Autódromo José Carlos Pace         | São Paulo    | november 15.   | São Paulo   |
| 19      | 2015 Formula 1 Etihad Airways Abu Dhabi Grand Prix     | Abu-Dzabi nagydíj  | Yas Marina Circuit                 | Abu-Dzabi    | november 29.   | Abu-Dzabi   |

## A szezon menete
A szezon 19 nagydíjból áll, ez megegyezik az előző szezon futamainak számával.

### Ausztrál nagydíj

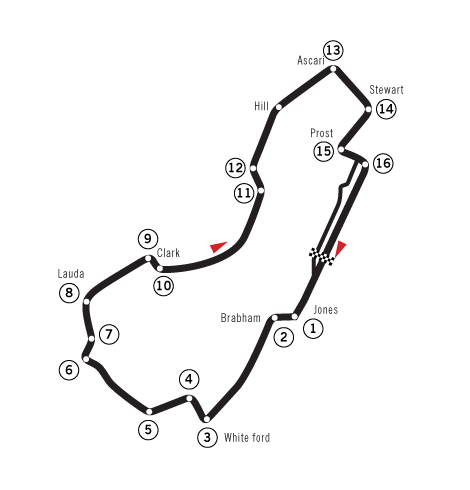
Melbourne Grand Prix Circuit

A szezon első versenyét, az ausztrál nagydíjat, 2015. március 15-én rendezték meg az Albert Parkban, Melbourne-ben. A pályán egy kör 5,303 km, a verseny 58 körös volt.
Kvjat a kivezető körben kiállt sebességváltójának hibája miatt. Magnussen indult volna a futamon Alonso helyett, de motorhiba miatt szintén kiállt. A rajtot követően Maldonado kipördült a pályáról, bejött a biztonsági autó. Hamilton, Rosberg és Massa megtartotta az időmérőn elért helyét a verseny elején. A 2. körben Grosjean visszavonult a bokszutcába. Pérez és Button a 14. körben összeértek, Pérez megpördült. A 17. körben Räikkönen kezdte meg a kerékcseréket, amely során probléma akadt a bal hátsó kerékkel. A 25. körben Sainz kerékcseréjénél is hasonló probléma akadt. Räikkönen lágy gumikon a leggyorsabb köröket futotta a verseny közepén. A 34. körben Verstappen motorja leállt, így a fiatal pilóta kiesett. A 41. körben a boxkiállását követően Räikkönen az 5. helyről kiesett, a kerékcserénél ismét probléma akadt, ezt későn vették észre. Ericsson két körrel a futam vége előtt lendületesen megelőzte Sainzot.
A 15 indulóból 11-en maradtak pályán, egyedül Button nem szerzett pontot. A szezonnyitó versenyen első helyen végzett Hamilton. A dobogón Rosberg és Vettel követte. Utánuk következett sorrendben Massa, Nasr, Ricciardo, Hülkenberg, Ericsson, Sainz és Pérez.
A futamon nem indult Bottas orvosi javaslatra.
| Pozíció | #  | Pilóta           | Csapat/Motor |
| ------- | -- | ---------------- | ------------ |
| 1       | 44 | Lewis Hamilton   | Mercedes     |
| 2       | 6  | Nico Rosberg     | Mercedes     |
| 3       | 5  | Sebastian Vettel | Ferrari      |

### Maláj nagydíj

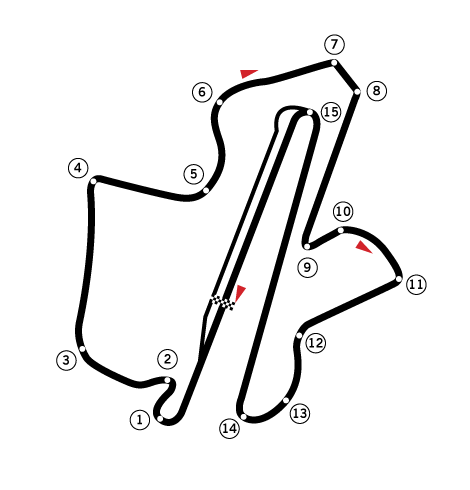
Sepang International Circuit

A második versenyt, a maláj nagydíjat, 2015. március 29-én rendezték meg Sepangban. A pályán egy kör 5,543 km, a verseny 56 körös volt.
Az első kör során különösebben nem változott a versenyzők sorrendje, Maldonado és Räikkönen is defektet szenvedett. Ericsson a 4. körben kicsúszott és megakadt a kavicságyban. Az ötödik körben bejött a biztonsági autó, így a kerékcserék nagy részét ekkor letudták a pilóták. Pérez a 9. körben kissé lelassult, ezért a mögötte haladók sorra megelőzték. Vettel nem volt kint kerékcserén, ezért a mezőny elejére került. Mögötte azok sorakoztak fel, akik szinték nem voltak a boxban még, így a két Mercedes ideiglenesen a mezőny közepére szorult. Hamilton aztán Vettel mögé került, másodikként autózott mögötte sok körön át, Rosberg pedig harmadiknak zárkózott fel a 13. körre. Vettel kerékcsere után visszakerült Rosberg mögé, de a 21. körben megelőzte. Alonso kiállt a 22. körben. Hamilton a 25. körben kiment kerékcserére, a harmadik helyre érkezett vissza Vettel és Rosberg után. Kvjat a következő körben Hülkenberg autójával összeért és megpördült a pályán, de tudta folytatni a versenyt. A 28. körben a mezőny elején Vettel-Hamilton-Räikkönen-Rosberg-Sainz volt a pilótasorrend, a spanyol újonc kerékcseréjével Massa vette át a továbbiakban az 5. helyet.  A mezőny közepén egy bolyban haladt sokáig Hülkenberg, Kvjat, Pérez és Grosjean. A 31. körben Grosjean túl közel kerül Pérezhez és a francia megpördült. Emiatt Hülkenberg 10 másodperces büntetést kapott. Pérez kerékcseréje kissé elhúzódott a 37. körben. Button a 44. körben kiállt, Maldonado az 50. körben szintén.
Első helyen végzett Vettel, a dobogón Hamilton és Rosberg követte. Räikkönen lett a negyedik, Bottas az ötödik. Massa hatodik helyen végzett. Pontot szerzett még Verstappen, Sainz, Kvjat és Ricciardo.
| Pozíció | #  | Pilóta           | Csapat/Motor |
| ------- | -- | ---------------- | ------------ |
| 1       | 5  | Sebastian Vettel | Ferrari      |
| 2       | 44 | Lewis Hamilton   | Mercedes     |
| 3       | 6  | Nico Rosberg     | Mercedes     |

### Kínai nagydíj

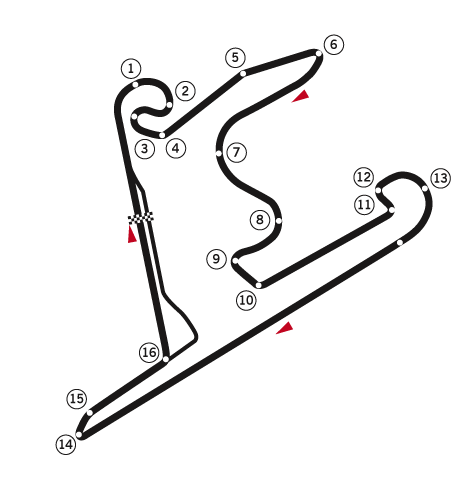
Sanghai International Circuit

A szezon harmadik versenye a kínai nagydíj volt, melyet 2015. április 12-én rendeztek meg Sanghajban. A pályán egy kör 5,451 km, a verseny 56 körös volt.
A rajtot követően Hamilton megtartotta első helyét, Räikkönen a hetedik helyről a negyedikre jött fel. Sainz a 2. körben megpördült, de folytatta a versenyt. Hülkenberg a 10. körben kiállt váltóhiba miatt. Kvjat autója a 16. körben kigyulladt, így az orosz kiesett a versenyből. A 24. körben a sebességváltó meghibásodása miatt jelentősen lelassult. Ericsson és Ricciardo körökön keresztül látványos csatát folytattak a 11. helyért. A 30. körben Vettelt kihívták kerékcserére a 3. helyről, ezért a Mercedes az elől haladó Hamilton helyett csapattársát, Rosberget hívta ki kerékcserére az eredeti taktika helyett. A 34. körben Maldonado rosszul vett be egy kanyart a bokszutca bejáratánál, ezért értékes másodperceket vesztett, néhány körrel később pedig megpördült a pályán. Button és Maldonado a futam vége felé sorozatos előzésekkel színesítették a versenyt, a 49. körben összeértek és kipörögtek. Buttonnak az első szárnya megsérült a malőr során, Maldonado pedig kiállt. Verstappen 3 körrel a vége előtt motorhiba miatt kiesett. Bejött a biztonsági autó és az utolsó körben állt csak ki, így a sorrend ekkor már nem változott. Az élen haladó két Mercedes és két Ferrari egy bolyban haladt a futam során.
Hamilton nyerte meg a futamot, Rosberg és Vettel előtt. Räikkönen lett a negyedik, Massa az ötödik. Pontot szerzett még Bottas, Grosjean, Nasr, Ricciardo, Ericsson.
| Pozíció | #  | Pilóta           | Csapat/Motor |
| ------- | -- | ---------------- | ------------ |
| 1       | 44 | Lewis Hamilton   | Mercedes     |
| 2       | 6  | Nico Rosberg     | Mercedes     |
| 3       | 5  | Sebastian Vettel | Ferrari      |

### Bahreini nagydíj

Bahrain International Circuit

A szezon negyedik versenye a bahreini nagydíj volt, amelyet 2015. április 19-én rendeztek meg Bahreinben, mesterséges fényviszonyok között. A pályán egy kör 5,412 km, a verseny 57 körös volt.
| Pozíció | #  | Pilóta         | Csapat/Motor |
| ------- | -- | -------------- | ------------ |
| 1       | 44 | Lewis Hamilton | Mercedes     |
| 2       | 7  | Kimi Räikkönen | Ferrari      |
| 3       | 6  | Nico Rosberg   | Mercedes     |

### Spanyol nagydíj

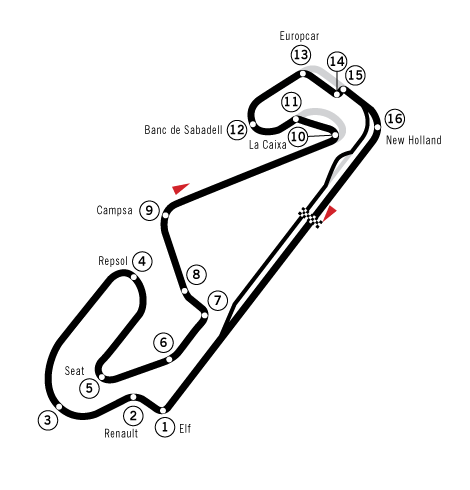
Circuit Catalunya

A világbajnokság ötödik versenyét, a spanyol nagydíjat 2015. május 10-én Barcelonában rendezték meg. A pálya hossza 4,655 km, a verseny 66 körös volt.
A rajt során Rosberg megtartotta első helyét Vettel és Hamilton előtt. Vettel az első körben Hamilton elé került. Sainz 3 helyet esett vissza az első körökben rajtpozíciójához képest. Hamilton kerékcseréjénél egy kis fennakadás volt a 14. körben. Alonso a 28. körben kiállt fékhiba miatt. A 42. körben Grosjean bokszkiállásánál apró baleset történt, de zavartalanul folytatódott a verseny. Maldonado is kiállt a 48. körben. Hamilton utolsó kerékcseréje után Vettel elé tudott visszaérkezni. Bottas és Räikkönen között az utolsó körökben kialakult egy csata a negyedik helyért, de a két finn végül nem cserélt helyet.
A dobogóra Rosberg, Hamilton és Vettel állhatott ebben a sorrendben. Negyedik és ötödik lett Bottas és Räikkönen. Pontot szerzett még Massa, Ricciardo, Grosjean, Sainz és Kvjat.
| Pozíció | #  | Pilóta           | Csapat/Motor |
| ------- | -- | ---------------- | ------------ |
| 1       | 6  | Nico Rosberg     | Mercedes     |
| 2       | 44 | Lewis Hamilton   | Mercedes     |
| 3       | 5  | Sebastian Vettel | Ferrari      |

### Monacói nagydíj

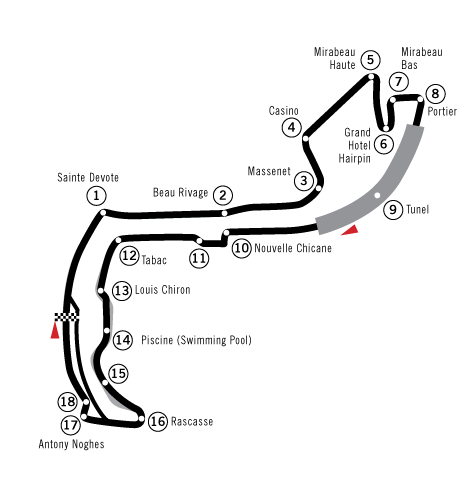
Circuit de Monaco

A világbajnokság hatodik versenyét, a monacói nagydíjat 2015. május 24-én a monacói utcai pályán rendezték meg. A pályán egy kör 3,340 km, a verseny 78 körös volt.
Kvjat lendületesen rajtolt, Hamilton megtartotta első helyét, mögötte Rosberg és Vettel is megtartották pozíciójukat. Hülkenberg összeért Alonsóval, a német kicsúszott, az első szárnyát a második kör elején pótolták. Alonso 5 másodperces büntetést kapott az eset miatt. Massa a rajt utáni koccanás miatt kiállt a boxba. Maldonado visszavonult a rajtot követően. Verstappen kerékcseréjénél a 30. körben némi fennakadás történt. Räikkönen kerékcserés taktikával meg tudta előzni a hosszú ideje közvetlenül előtte autózó Ricciardót. Alonso sebességváltó-hiba miatt a versenyt nem tudta folytatni, a 44. körben kiesett. Verstappen kihasználva az előtte haladó gyorsabb konvojt Vettellel az élen, megelőzte Bottast velük együtt. Később megpróbálkozott ezzel Vettel mögött még egyszer, de Grosjean bevágott elé. A fiatal holland pilóta nem sokkal később, a 64. körben rászaladt Grosjean autójára és egyenesen beleállt a gumifalba. Egy körrel később bejött a biztonsági autó és a 70. körben ment ki. A Mercedesekre visszakerültek a szuperlágy gumik, ám Hamiltont rosszkor hívták ki a boxba, így Rosberg és Vettel is megelőzte a biztonsági autós szakasz alatt, később egyikőjüket sem sikerült visszaelőznie, így vezető pozícióból a dobogó legalsó fokára szorult. Ricciardo és Räikkönen összeütköztek az utolsó körök egyikében, az ausztrál egy helyet javított így de nem kapott büntetést. Kvjat és Ricciardo az utolsó körben helyet cserélt, majd az utolsó métereken az ausztrál visszaadta a pozíciót orosz csapattársának.
A futamot Rosberg nyerte meg, Vettel második, Hamilton harmadik lett. Negyedik és ötödik helyen végzett Kvjat és Ricciardo.
| Pozíció | #  | Pilóta           | Csapat/Motor |
| ------- | -- | ---------------- | ------------ |
| 1       | 6  | Nico Rosberg     | Mercedes     |
| 2       | 5  | Sebastian Vettel | Ferrari      |
| 3       | 44 | Lewis Hamilton   | Mercedes     |

### Kanadai nagydíj

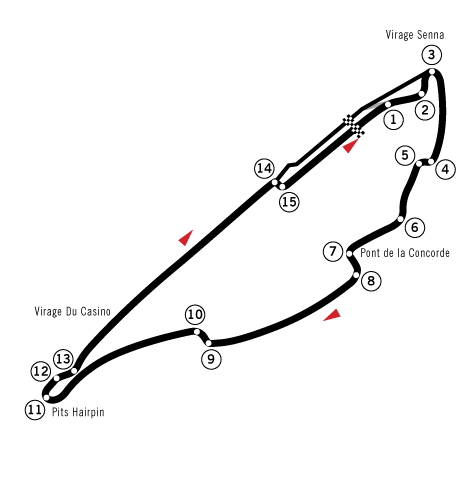
Circuit Gilles Villeneuve

A világbajnokság hetedik futamát, a kanadai nagydíjat 2015. június 7-én rendezték meg Montréalban. A versenypályán egy kör 4,361 km, a verseny 70 körös volt.
A rajt után a mezőny nagy része megtartotta az időmérőn szerzett pozícióját. Massa a 22. körben feljött a 7. helyre, 10 helyet javított, Vettel a 13. helyre küzdötte fel magát a 24. körre a 18. rajthelyről. Räikkönen a 41. körben az egyik kanyarnál hirtelen megpördült, jócskán veszítve ezzel az előnyéből. A 40. körben Vettel a 8. helyre tudott feljönni. Hülkenberg a kerékvetőn megpördült, amikor Vettel a 45. körben megelőzte egy kanyarnál. Alonso a 47. körben kiállt üzemanyaghiány miatt. Grosjean kerékcseréjénél történt némi késlekedés, majd már a pályán összeütközött Merhivel, amiért 5 másodperces büntetést kapott. Vettel az 56. körben már az 5. volt. Button az 58. körben kiállt csapattársa mellé a boxba. Merhi a 63. körben szintén kiállt. Ericsson autója a cél előtt leállt.
A győztes Hamilton lett Rosberg és Bottas előtt. Negyedik lett Räikkönen, ötödik Vettel.
| Pozíció | #  | Pilóta          | Csapat/Motor      |
| ------- | -- | --------------- | ----------------- |
| 1       | 44 | Lewis Hamilton  | Mercedes          |
| 2       | 6  | Nico Rosberg    | Mercedes          |
| 3       | 77 | Valtteri Bottas | Williams-Mercedes |

### Osztrák nagydíj

Red Bull Ring

A világbajnokság nyolcadik futamát, az osztrák nagydíjat 2015. június 21-én rendezték meg Spielbergben. A versenypályán egy kör 4,326 km, a verseny 71 körös volt.
Hamilton-Rosberg-Vettel sorrendben álltak rajthoz a pilóták a mezőny elején. Rosberg lerajtolta csapattársát. Az első körben Räikkönen megcsúszott, a mögötte haladó Alonso autója pedig felszaladt a Ferrarira és együtt csúsztak a szalagkorlát mentén egy ideig. Stevens félrehúzódott a pálya szélére, szintén kiállt. Kvjatnak első szárnyat kellett cserélnie még az első körben. A biztonsági autó bejött a baleset miatt, majd a 6. körben hagyta el a pályát. Button a 10. körben kiállt, így a McLaren versenyzői közül nem maradt senki a pályán. Ericsson áthajtásos büntetést kapott, mert a rajtnál kiugrott, majd a 22. körben a célegyenesben váratlan rendszerhiba miatt jócskán lelassult, csaknem leállt az autója. Sainz kerékcseréjénél némi fennakadás történt, ezután bokszutcai gyorshajtásért 5 másodperces büntetést kapott. Vettel kerékcseréjénél a 37. körben szintén történt kisebb fennakadás. Sainz és Grosjean ugyanebben a körben kiállt a versenyből. Hamilton 5 másodperces büntetést kapott, mert a bokszutca kijáratánál áthajtott a fehér vonalon. Ricciardo az 52. körben letöltötte a korábbi motorcserével járó 5 másodperces büntetését.
Rosberg nyerte meg a nagydíjat, Hamilton érkezett másodikként a célba, a dobogón Massa állhatott mellettük. Negyedik lett Vettel, ötödik Bottas.
| Pozíció | #  | Pilóta         | Csapat/Motor      |
| ------- | -- | -------------- | ----------------- |
| 1       | 6  | Nico Rosberg   | Mercedes          |
| 2       | 44 | Lewis Hamilton | Mercedes          |
| 3       | 19 | Felipe Massa   | Williams-Mercedes |

### Brit nagydíj

Silverstone Circuit

A kilencedik versenyt, a brit nagydíjat Silverstone-ban rendezték meg 2015. július 5-én. A pályán egy kör 5,891 km, a verseny 52 körös volt.
A pole-pozícióból induló Hamilton a harmadik helyre esett vissza, Hülkenberg és a Williams két pilótája ügyesen rajtoltak. Button kicsúszott a kavicságyba az első körben. Grosjean ismeretlen hiba miatt kiállt. Maldonado szintén kiesett az első körben. Massa körökön keresztül haladt a mezőny élén a rajtot követően. A biztonsági autó az első körben bejött, a negyedikben kiállt. A verseny újraindulásakor Verstappen kicsúszott a kavicságyba. Hamilton előzni próbált, de az előtte haladó két williamses, Bottas és Massa nem adták vissza a brit pilóta eredeti pozícióját. A sorrend a mezőny elején ekkor Massa-Bottas-Hamilton-Rosberg-Hülkenberg volt. A 22. körben Hamilton átvette a vezetést, Rosberg is megpróbált előzni, látványos csata alakult ki közte és a két williamses között. Sainz autója a 33. körben lelassult, a versenyt nem tudta folytatni, ezt követően a virtuális biztonsági autós szakasz volt érvényben két körön át. A 35. körben eleredt az eső a pályán. Rosberg a 40. körben megelőzte Bottast, így a harmadik helyre került, egy körrel később Massa elé került. Az elől haladó Hamilton az erősödő eső miatt a 44. körben kijött kerékcserére, így Rosberg került az élre, csapattársa csak a harmadik helyre tudott visszajönni. Rosberg egy körrel később szintén kiállt intermediate gumikért. Massa és Bottas is egymás után álltak ki kerékcserére a szakadó esőben. A sorrend ekkor a mezőny elején Hamilton-Rosberg-Vettel-Massa-Bottas volt. Räikkönen három körrel a verseny vége előtt kiállt kerékcserére, új intermediate gumikat kapott.
A versenyt végül Hamilton nyerte Rosberg és Vettel előtt. Negyedik lett Massa, ötödik Bottas.
| Pozíció | #  | Pilóta           | Csapat/Motor |
| ------- | -- | ---------------- | ------------ |
| 1       | 44 | Lewis Hamilton   | Mercedes     |
| 2       | 6  | Nico Rosberg     | Mercedes     |
| 3       | 5  | Sebastian Vettel | Ferrari      |

### Magyar nagydíj

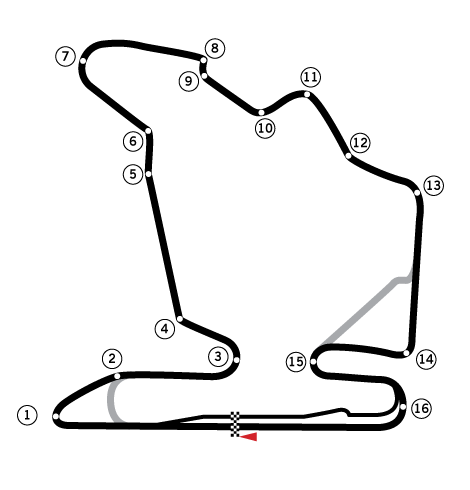
Hungaroring

A világbajnokság tizedik futamát, a magyar nagydíjat 2015. július 26-án rendezték meg a Hungaroringen, Mogyoródon. A pályán egy kör 4,381 km, a verseny 69 körös volt.
| Pozíció | #  | Pilóta           | Csapat/Motor     |
| ------- | -- | ---------------- | ---------------- |
| 1       | 5  | Sebastian Vettel | Ferrari          |
| 2       | 26 | Danyiil Kvjat    | Red Bull-Renault |
| 3       | 3  | Daniel Ricciardo | Red Bull-Renault |

### Belga nagydíj

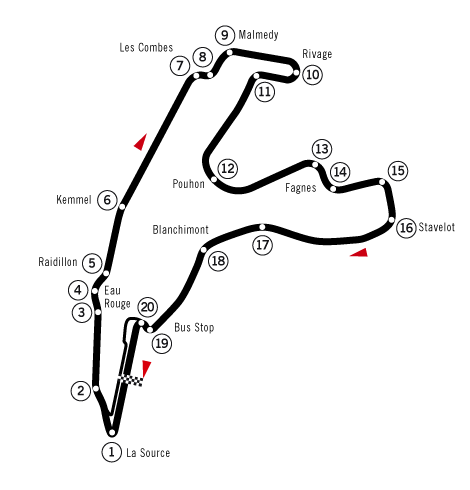
Circuit de Spa-Francorchamps

A tizenegyedik versenyt, a belga nagydíjat 2015. augusztus 23-án rendezték meg Spában. A pályán egy kör 7,004 km, a verseny 43 körös volt.
Hülkenberg és Sainz még a felvezető körben - amelyből Hülkenberg autójának hibája miatt kettőt is mentek a pilóták - kiálltak a boxutcába. Rosberg a rajtnál hátramaradt, több pozíciót visszaesett, az első kör végén az ötödik helyen haladt. Maldonado a 2. körben kiállt motorhiba miatt. Sainz visszajött ugyan a pályára, de a 4. körben mégis lelassult az autó alatta. A 9. körben Kvjat megcsúszott. Bottas kerékcseréjénél kisebb hiba történt, a jobb hátsó kerékre közepes, a többire lágy keverékű gumi került fel. Emiatt áthajtásos büntetést kapott néhány körrel később. Rosberg közben visszaszerezte a 2. helyet, Räikkönen a 9. helyre jött fel. Grosjean a 20. körben megelőzte Pérezt, így ő került dobogós pozícióba. Ricciardo autója hirtelen megállt a 21. körben, virtuális biztonsági autós szakasz lépett érvénybe másfél körön keresztül. Az utolsó körökben Grosjean Vettelt üldözte a 3. helyért, Kvjat pedig Massát a 6. helyért. Az orosz pilótának sikerült megelőznie végül Massát. Vettel az utolsó előtti körben defektet kapott, éppen úgy, ahogy Rosberg a szabadedzés alatt. Verstappen megelőzte Räikkönent, de azonnal meg is csúszott, így a finn visszavette a helyét.
Első helyen végzett Hamilton, második lett Rosberg, harmadik Grosjean. Negyedik Kvjat lett, ötödik Pérez.
| Pozíció | #  | Pilóta          | Csapat/Motor   |
| ------- | -- | --------------- | -------------- |
| 1       | 44 | Lewis Hamilton  | Mercedes       |
| 2       | 6  | Nico Rosberg    | Mercedes       |
| 3       | 8  | Romain Grosjean | Lotus-Mercedes |

### Olasz nagydíj

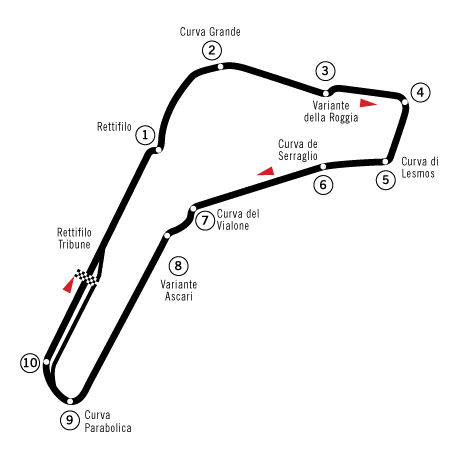
Autodromo Nazionale Monza

A tizenkettedik versenyt, az olasz nagydíjat 2015. szeptember 6-án rendezték meg Monzában. A pályán egy kör 5,793 km, a verseny 53 körös volt.
| Pozíció | #  | Pilóta           | Csapat/Motor      |
| ------- | -- | ---------------- | ----------------- |
| 1       | 44 | Lewis Hamilton   | Mercedes          |
| 2       | 5  | Sebastian Vettel | Ferrari           |
| 3       | 19 | Felipe Massa     | Williams-Mercedes |

### Szingapúri nagydíj

Singapore Street Circuit

A tizenharmadik versenyt, a szingapúri nagydíjat 2015. szeptember 20-án rendezték meg éjszaka Szingapúrban. A pályán egy kör 5,065 km, a verseny 61 körös volt.
Verstappen a rajtnál nem tudott elindulni, de a boxutcában megoldották a problémát, így lemaradással indult. A rajt után a mezőny elején minden pilóta megtartotta a pozícióját, Vettel, Ricciardo, Räikkönen, Kvjat, Hamilton, Rosberg, Bottas, Massa, Hülkenberg, Pérez volt az első 10 versenyző sorrendje. Massa és Hülkenberg ütközése után a német pilóta kiesett, virtuális biztonsági autós szakasz volt néhány körön át. Ekkor több pilóta megejtette a kerékcserét, Button kiállásánál történt egy kis késlekedés. A 15. körben bejött a biztonsági autó, mert rengeteg törmelék volt a pályán. A 27. körben Hamilton autójával probléma akadt, nagyon hamar visszaesett a 4. helyről, a 29. körben már csak a 10. helyen autózott. Massa autója is gyengélkedni kezdett ekkor, így a 31. körben kiállt. Hamilton a 33. körben már csak a 16. helyen volt, így saját kérésére kiállt. Ugyanebben a körben Alonso is befejezte a versenyét. A 37. körben egy szurkoló bemászott a pályára, ezért beküldték a biztonsági autót. Button első szárnya egy Maldonadóval való ütközésnél leszakadt, így ismét törmelék került a pályára. Rossi rádiókapcsolata a második biztonsági autós szakaszban megszűnt a csapatával. Grosjean versenyének is véget vetett egy probléma. Verstappent az utolsó körben megkérte a csapat, hogy engedje maga elé a 9. helyen autózó Sainzot. Az újonc pilóta nem engedelmeskedett.
Első három helyen végzett Vettel, Ricciardo és Räikkönen ebben a sorrendben. Negyedik lett Rosberg, ötödik Bottas. Pontot szerzett még Kvjat, Pérez, Verstappen, Sainz és Nasr.
| Pozíció | # | Pilóta           | Csapat/Motor     |
| ------- | - | ---------------- | ---------------- |
| 1       | 5 | Sebastian Vettel | Ferrari          |
| 2       | 3 | Daniel Ricciardo | Red Bull-Renault |
| 3       | 7 | Kimi Räikkönen   | Ferrari          |

### Japán nagydíj

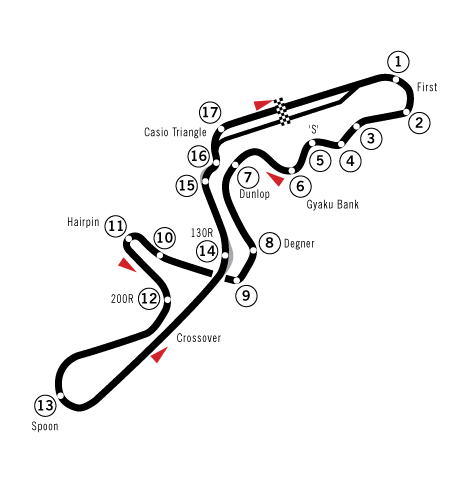
Suzuka Circuit

A tizennegyedik versenyt, a japán nagydíjat 2015. szeptember 27-én rendezték meg Szuzukában. A pályán egy kör 5,807 km, a verseny 53 körös volt.
Rosberg a rajtnál visszaesett a negyedik helyre. Massa és Ricciardo autója még a rajtot követően összeért, defektet kaptak mindketten. Pérez kisiklott a zsúfolt első kanyarban, az ő első útja is a bokszutcába vezetett. Ezek után bonyodalommentes volt a futam sok körön át. Rosberg felzárkózott a 2. helyre Hamilton mögé. Sainz a kerékcseréhez igyekezvén a bejáratot jelző bóját letarolta, így új első szárnyat is kapott kis késlekedéssel. Grosjean gumijai a 34. körre nagymértékben elkoptak, a kanyarok bevétele is gondot okozott a cseréig. Nasr a verseny vége előtt kiállt.
Első lett Hamilton, második Rosberg, harmadik Vettel. Negyedik és ötödik lett Räikkönen és Bottas. Pontot szerzett még Hülkenberg, Grosjean, Maldonado, Verstappen és Sainz.
| Pozíció | #  | Pilóta           | Csapat/Motor |
| ------- | -- | ---------------- | ------------ |
| 1       | 44 | Lewis Hamilton   | Mercedes     |
| 2       | 6  | Nico Rosberg     | Mercedes     |
| 3       | 5  | Sebastian Vettel | Ferrari      |

### Orosz nagydíj

Sochi International Street Circuit

A világbajnokság tizenötödik versenyét, az orosz nagydíjat 2015. október 11-én rendezték meg Szocsiban. A pályán egy kör 5,853 km, a verseny 53 körös volt.
Hülkenberg és Ericsson a rajtot követően összeütköztek, mert a német pilóta megpördült, mindketten kiestek a versenyből. Verstappen is érintett volt a balesetben bal hátsó defekttel. A negyedik körben kiment a biztonsági autó. A 7. körben Hamilton és Bottas is megelőzte Rosberget, akinek a gázpedáljával akadt gondja. A Mercedes német pilótája ekkor kiállt. Grosjean a 12. körben kisodródott és összetörte a Lotust. Sainz a 47. körben fékproblémák miatt megcsúszott többször, így végül kiállt. Ricciardo is feladta a versenyt technikai gond miatt. Az utolsó körben Bottas, Räikkönen és Pérez csatáztak a harmadik helyért, eközben Bottas kisodródott, Räikkönen autója pedig megsérült, így Pérez visszavette a korábban megszerzett harmadik helyét.
A futamot Hamilton nyerte, második lett Vettel, harmadik Pérez. Negyedik és ötödik lett Massa és Räikkönen, de a finn 30 másodperces büntetéssel a nyolcadik helyre csúszott, így az ötödik helyre Kvjat került.
| Pozíció | #  | Pilóta           | Csapat/Motor |
| ------- | -- | ---------------- | ------------ |
| 1       | 44 | Lewis Hamilton   | Mercedes     |
| 2       | 5  | Sebastian Vettel | Ferrari      |
| 3       | 11 | Sergio Pérez     | Force India  |

### Amerikai nagydíj

Circuit of the Americas

A tizenhatodik versenyt, az amerikai nagydíjat 2015. október 25-én rendezték meg Austinban. A pályán egy kör 5,513 km, a verseny 56 körös volt.
A futam kezdetére az eső alábbhagyott, a pálya elkezdett felszáradni. Hamilton jobban rajtolt csapattársánál, Rosberg az első kanyar után visszaesett az ötödik helyre. Bottas első szárnyát és gumijait az első körben cserélték. A két Sauber összeért a rajt után, törmelék került a pályára. Alonso defektet szerzett az első kanyarnál történt kisodródás során, ahol Massa autója pörgött meg a vizes pályán. Vettel a 13. helyről már a második körben a 7. helyre jött fel. Stevens kiesett. Az 5. körben virtuális biztonsági autós szakasz lépett érvénybe. Bottas a 7. körben feladta a versenyt. A 13. körben Ricciardo megelőzte Rosberget, majd két körrel később Hamiltont is. Räikkönen a 20. körben kisodródott a falba, de vissza tudott jönni a pályára. A két Mercedes és a két Red Bull folyamatosan csatáztak az élen. Massa is kiállt a boxba, nem folytatta a versenyt, Grosjean szintén. Räikkönent visszahívták a boxba a 27. körben, a kisodródás miatt sérült az autó. Ericsson autója megállt a pályán, ezért a biztonsági autó bejött a pályára és a 32. körben ment ki. Hülkenberg egy előzési kísérlet során kiejtette magát egy defekttel. A virtuális biztonsági autó a Force India miatt érvénybe lépett ismét a 38. körben. A 43. körben Kvjat összetörte a Red Bullt a szalagkorláton, a vizes műfüvön csúszott meg. A biztonsági autó ismét bejött a pályára és a 46. körben távozott. Rosberg apró hibája miatt Hamilton került élre a 49. körben.
Első helyen végzett Hamilton, aki ezzel így matematikailag megnyerte a világbajnoki címet. Második lett Rosberg, harmadik Vettel.
| Pozíció | #  | Pilóta           | Csapat/Motor |
| ------- | -- | ---------------- | ------------ |
| 1       | 44 | Lewis Hamilton   | Mercedes     |
| 2       | 6  | Nico Rosberg     | Mercedes     |
| 3       | 5  | Sebastian Vettel | Ferrari      |

### Mexikói nagydíj

Autódromo Hermanos Rodríguez

A szezon tizenhetedik versenyét, a mexikói nagydíjat 2015. november 1-jén rendezték meg Mexikóvárosban. A pályán egy kör 4,304 km hosszú, a verseny 71 körös volt.
A rajt után a mezőny sűrűjében Vettel egyik gumija defektes lett Ricciardo RedBulljának szárnyától. Alonso visszament a boxba, miatta Vettel kerékcseréjénél késlekedtek a szerelők. Vettel a 18. körben kipördült a pályáról, a 16. helyre esett vissza így. A 23. körben Bottas és Räikkönen csatája Räikkönen kiesésével végződött. Vettel az 52. körben a gumifalba csúszott és kiesett, bejött a biztonsági autó és az 57. körben ment ki. Nasr fékjei felmondták a szolgálatot nem sokkal ezután, ő is kiállt.
Rosberg végig megtartotta előnyét csapattársával szemben, így az első helyen ő végzett. Hamilton lett a második, Bottas a harmadik.
| Pozíció | #  | Pilóta          | Csapat/Motor      |
| ------- | -- | --------------- | ----------------- |
| 1       | 6  | Nico Rosberg    | Mercedes          |
| 2       | 44 | Lewis Hamilton  | Mercedes          |
| 3       | 77 | Valtteri Bottas | Williams-Mercedes |

### Brazil nagydíj

Autódromo José Carlos Pace

A szezon tizennyolcadik versenyét, a brazil nagydíjat 2015. november 15-én rendezték meg Interlagosban. A pályán egy kör 4,309 km, a verseny 71 körös volt.
Sainz az első körben kiesett, az autó megállt alatta. Hamilton erőteljesen használta a gumijait Rosberg mögött az előzés reményében. Maldonado a futam közepén hozzáért Ericsson kerekéhez, a svéd nem esett ki, de megpördült. Verstappen néhány látványos előzést vitt véghez.
Nico Rosberg akadálytalanul nyerte meg a futamot. Második helyen Hamilton, harmadik helyen Vettel végzett. Negyedik lett Räikkönen, ötödik Bottas. Felipe Massát utólag kizárták, mert csapata a futam előtt túlmelegítette a hátsó abroncsait.
| Pozíció | #  | Pilóta           | Csapat/Motor |
| ------- | -- | ---------------- | ------------ |
| 1       | 6  | Nico Rosberg     | Mercedes     |
| 2       | 44 | Lewis Hamilton   | Mercedes     |
| 3       | 5  | Sebastian Vettel | Ferrari      |

### Abu-dzabi nagydíj

Yas Island Circuit

A világbajnokság tizenkilencedik, egyben utolsó versenyét, az abu-dzabi nagydíjat 2015. november 29-én rendezték meg Abu Dzabiban. A pályán egy kör 5,554 km, a verseny 55 körös volt.
| Pozíció | #  | Pilóta         | Csapat/Motor |
| ------- | -- | -------------- | ------------ |
| 1       | 6  | Nico Rosberg   | Mercedes     |
| 2       | 44 | Lewis Hamilton | Mercedes     |
| 3       | 7  | Kimi Räikkönen | Ferrari      |

## Nagydíjak
| #  | Nagydíj            | Pole pozíció     | Leggyorsabb kör  | Győztes pilóta   | Győztes konstruktőr | Összefoglaló |
| -- | ------------------ | ---------------- | ---------------- | ---------------- | ------------------- | ------------ |
| 1  | Ausztrál nagydíj   | Lewis Hamilton   | Lewis Hamilton   | Lewis Hamilton   | Mercedes            | Összefoglaló |
| 2  | Maláj nagydíj      | Lewis Hamilton   | Nico Rosberg     | Sebastian Vettel | Ferrari             | Összefoglaló |
| 3  | Kínai nagydíj      | Lewis Hamilton   | Lewis Hamilton   | Lewis Hamilton   | Mercedes            | Összefoglaló |
| 4  | Bahreini nagydíj   | Lewis Hamilton   | Kimi Räikkönen   | Lewis Hamilton   | Mercedes            | Összefoglaló |
| 5  | Spanyol nagydíj    | Nico Rosberg     | Lewis Hamilton   | Nico Rosberg     | Mercedes            | Összefoglaló |
| 6  | Monacói nagydíj    | Lewis Hamilton   | Daniel Ricciardo | Nico Rosberg     | Mercedes            | Összefoglaló |
| 7  | Kanadai nagydíj    | Lewis Hamilton   | Kimi Räikkönen   | Lewis Hamilton   | Mercedes            | Összefoglaló |
| 8  | Osztrák nagydíj    | Lewis Hamilton   | Nico Rosberg     | Nico Rosberg     | Mercedes            | Összefoglaló |
| 9  | Brit nagydíj       | Lewis Hamilton   | Lewis Hamilton   | Lewis Hamilton   | Mercedes            | Összefoglaló |
| 10 | Magyar nagydíj     | Lewis Hamilton   | Daniel Ricciardo | Sebastian Vettel | Ferrari             | Összefoglaló |
| 11 | Belga nagydíj      | Lewis Hamilton   | Nico Rosberg     | Lewis Hamilton   | Mercedes            | Összefoglaló |
| 12 | Olasz nagydíj      | Lewis Hamilton   | Lewis Hamilton   | Lewis Hamilton   | Mercedes            | Összefoglaló |
| 13 | Szingapúri nagydíj | Sebastian Vettel | Daniel Ricciardo | Sebastian Vettel | Ferrari             | Összefoglaló |
| 14 | Japán nagydíj      | Nico Rosberg     | Lewis Hamilton   | Lewis Hamilton   | Mercedes            | Összefoglaló |
| 15 | Orosz nagydíj      | Nico Rosberg     | Sebastian Vettel | Lewis Hamilton   | Mercedes            | Összefoglaló |
| 16 | Amerikai nagydíj   | Nico Rosberg     | Nico Rosberg     | Lewis Hamilton   | Mercedes            | Összefoglaló |
| 17 | Mexikói nagydíj    | Nico Rosberg     | Nico Rosberg     | Nico Rosberg     | Mercedes            | Összefoglaló |
| 18 | Brazil nagydíj     | Nico Rosberg     | Lewis Hamilton   | Nico Rosberg     | Mercedes            | Összefoglaló |
| 19 | Abu-Dzabi nagydíj  | Nico Rosberg     | Lewis Hamilton   | Nico Rosberg     | Mercedes            | Összefoglaló |

## Eredmények

### Versenyzők
Pontozás:
| Helyezés | 1. | 2. | 3. | 4. | 5. | 6. | 7. | 8. | 9. | 10. | 11–20. |
| -------- | -- | -- | -- | -- | -- | -- | -- | -- | -- | --- | ------ |
| Pont     | 25 | 18 | 15 | 12 | 10 | 8  | 6  | 4  | 2  | 1   | 0      |

(Félkövér: pole-pozíció, dőlt: leggyorsabb kör, a színkódokról részletes információ itt található)
| Helyezés | Versenyző        | Rajt- szám | AUS | MAL | CHN | BHR | ESP | MON | CAN | AUT | GBR | HUN | BEL | ITA | SIN | JPN | RUS | USA | MEX | BRA | ABU | Pont |
| -------- | ---------------- | ---------- | --- | --- | --- | --- | --- | --- | --- | --- | --- | --- | --- | --- | --- | --- | --- | --- | --- | --- | --- | ---- |
| 1.       | Lewis Hamilton   | 44         | 1   | 2   | 1   | 1   | 2   | 3   | 1   | 2   | 1   | 6   | 1   | 1   | ki  | 1   | 1   | 1   | 2   | 2   | 2   | 381  |
| 2.       | Nico Rosberg     | 6          | 2   | 3   | 2   | 3   | 1   | 1   | 2   | 1   | 2   | 8   | 2   | 17† | 4   | 2   | ki  | 2   | 1   | 1   | 1   | 322  |
| 3.       | Sebastian Vettel | 5          | 3   | 1   | 3   | 5   | 3   | 2   | 5   | 4   | 3   | 1   | 12† | 2   | 1   | 3   | 2   | 3   | ki  | 3   | 4   | 278  |
| 4.       | Kimi Räikkönen   | 7          | ki  | 4   | 4   | 2   | 5   | 6   | 4   | ki  | 8   | ki  | 7   | 5   | 3   | 4   | 8   | ki  | ki  | 4   | 3   | 150  |
| 5.       | Valtteri Bottas  | 77         | sér | 5   | 6   | 4   | 4   | 14  | 3   | 5   | 5   | 13  | 9   | 4   | 5   | 5   | 12† | ki  | 3   | 5   | 13  | 136  |
| 6.       | Felipe Massa     | 19         | 4   | 6   | 5   | 10  | 6   | 15  | 6   | 3   | 4   | 12  | 6   | 3   | ki  | 17  | 4   | ki  | 6   | kiz | 8   | 121  |
| 7.       | Danyiil Kvjat    | 26         | ni  | 9   | ki  | 9   | 10  | 4   | 9   | 12  | 6   | 2   | 4   | 10  | 6   | 13  | 5   | ki  | 4   | 7   | 10  | 95   |
| 8.       | Daniel Ricciardo | 3          | 6   | 10  | 9   | 6   | 7   | 5   | 13  | 10  | ki  | 3   | ki  | 8   | 2   | 15  | 15† | 10  | 5   | 11  | 6   | 92   |
| 9.       | Sergio Pérez     | 11         | 10  | 13  | 11  | 8   | 13  | 7   | 11  | 9   | 9   | ki  | 5   | 6   | 7   | 12  | 3   | 5   | 8   | 12  | 5   | 78   |
| 10.      | Nico Hülkenberg  | 27         | 7   | 14  | ki  | 13  | 15  | 11  | 8   | 6   | 7   | ki  | ni  | 7   | ki  | 6   | ki  | ki  | 7   | 6   | 7   | 58   |
| 11.      | Romain Grosjean  | 8          | ki  | 11  | 7   | 7   | 8   | 12  | 10  | ki  | ki  | 7   | 3   | ki  | 13† | 7   | ki  | ki  | 10  | 8   | 9   | 51   |
| 12.      | Max Verstappen   | 33         | ki  | 7   | 17† | ki  | 11  | ki  | 15  | 8   | ki  | 4   | 8   | 12  | 8   | 9   | 10  | 4   | 9   | 9   | 16  | 49   |
| 13.      | Felipe Nasr      | 12         | 5   | 12  | 8   | 12  | 12  | 9   | 16  | 11  | ni  | 11  | 11  | 13  | 10  | 20† | 6   | 9   | ki  | 13  | 15  | 27   |
| 14.      | Pastor Maldonado | 13         | ki  | ki  | ki  | 15  | ki  | ki  | 7   | 7   | ki  | 14  | ki  | ki  | 12  | 8   | 7   | 8   | 11  | 10  | ki  | 27   |
| 15.      | Carlos Sainz Jr. | 55         | 9   | 8   | 13  | ki  | 9   | 10  | 12  | ki  | ki  | ki  | ki  | 11  | 9   | 10  | ki  | 7   | 13  | ki  | 11  | 18   |
| 16.      | Jenson Button    | 22         | 11  | ki  | 14  | ni  | 16  | 8   | ki  | ki  | ki  | 9   | 14  | 14  | ki  | 16  | 9   | 6   | 14  | 14  | 12  | 16   |
| 17.      | Fernando Alonso  | 14         | sér | ki  | 12  | 11  | ki  | ki  | ki  | ki  | 10  | 5   | 13  | 18† | ki  | 11  | 11  | 11  | ki  | 15  | 17  | 11   |
| 18.      | Marcus Ericsson  | 9          | 8   | ki  | 10  | 14  | 14  | 13  | 14  | 13  | 11  | 10  | 10  | 9   | 11  | 14  | ki  | ki  | 12  | 16  | 14  | 9    |
| 19.      | Roberto Merhi    | 98         | vi  | 15  | 16  | 17  | 18  | 16  | ki  | 14  | 12  | 15  | 15  | 16  |     |     | 13  |     |     |     | 19  | 0    |
| 20.      | Alexander Rossi  | 53         |     |     |     |     |     |     |     |     |     |     |     |     | 14  | 18  |     | 12  | 15  | 18  |     | 0    |
| 21.      | Will Stevens     | 28         | vi  | ni  | 15  | 16  | 17  | 17  | 17  | ki  | 13  | 16† | 16  | 15  | 15  | 19  | 14  | ki  | 16  | 17  | 18  | 0    |
| —        | Kevin Magnussen  | 20         | ni  |     |     |     |     |     |     |     |     |     |     |     |     |     |     |     |     |     |     | 0    |
| Helyezés | Versenyző        | Rajt- szám | AUS | MAL | CHN | BHR | ESP | MON | CAN | AUT | GBR | HUN | BEL | ITA | SIN | JPN | RUS | USA | MEX | BRA | ABU | Pont |

Megjegyzés:
- † – Nem fejezte be a futamot, de rangsorolva lett, mert teljesítette a versenytáv 90%-át.

### Konstruktőrök
| Helyezés | Csapat               | Rajt- szám | AUS | MAL | CHN | BHR | ESP | MON | CAN | AUT | GBR | HUN | BEL | ITA | SIN | JPN | RUS | USA | MEX | BRA | ABU | Pont |
| -------- | -------------------- | ---------- | --- | --- | --- | --- | --- | --- | --- | --- | --- | --- | --- | --- | --- | --- | --- | --- | --- | --- | --- | ---- |
| 1.       | Mercedes             | 6          | 2   | 3   | 2   | 3   | 1   | 1   | 2   | 1   | 2   | 8   | 2   | 17† | 4   | 2   | ki  | 2   | 1   | 1   | 1   | 703  |
| 1.       | Mercedes             | 44         | 1   | 2   | 1   | 1   | 2   | 3   | 1   | 2   | 1   | 6   | 1   | 1   | ki  | 1   | 1   | 1   | 2   | 2   | 2   | 703  |
| 2.       | Ferrari              | 5          | 3   | 1   | 3   | 5   | 3   | 2   | 5   | 4   | 3   | 1   | 12† | 2   | 1   | 3   | 2   | 3   | ki  | 3   | 4   | 428  |
| 2.       | Ferrari              | 7          | ki  | 4   | 4   | 2   | 5   | 6   | 4   | ki  | 8   | ki  | 7   | 5   | 3   | 4   | 8   | ki  | ki  | 4   | 3   | 428  |
| 3.       | Williams-Mercedes    | 19         | 4   | 6   | 5   | 10  | 6   | 15  | 6   | 3   | 4   | 12  | 6   | 3   | ki  | 17  | 4   | ki  | 6   | kiz | 8   | 257  |
| 3.       | Williams-Mercedes    | 77         | sér | 5   | 6   | 4   | 4   | 14  | 3   | 5   | 5   | 13  | 9   | 4   | 5   | 5   | 12† | ki  | 3   | 5   | 13  | 257  |
| 4.       | Red Bull-Renault     | 3          | 6   | 10  | 9   | 6   | 7   | 5   | 13  | 10  | ki  | 3   | ki  | 8   | 2   | 15  | 15† | 10  | 5   | 11  | 6   | 187  |
| 4.       | Red Bull-Renault     | 26         | ni  | 9   | ki  | 9   | 10  | 4   | 9   | 12  | 6   | 2   | 4   | 10  | 6   | 13  | 5   | ki  | 4   | 7   | 10  | 187  |
| 5.       | Force India-Mercedes | 11         | 10  | 13  | 11  | 8   | 13  | 7   | 11  | 9   | 9   | ki  | 5   | 6   | 7   | 12  | 3   | 5   | 8   | 12  | 5   | 136  |
| 5.       | Force India-Mercedes | 27         | 7   | 14  | ki  | 13  | 15  | 11  | 8   | 6   | 7   | ki  | ni  | 7   | ki  | 6   | ki  | ki  | 7   | 6   | 7   | 136  |
| 6.       | Lotus-Mercedes       | 8          | ki  | 11  | 7   | 7   | 8   | 12  | 10  | ki  | ki  | 7   | 3   | ki  | 13† | 7   | ki  | ki  | 10  | 8   | 9   | 78   |
| 6.       | Lotus-Mercedes       | 13         | ki  | ki  | ki  | 15  | ki  | ki  | 7   | 7   | ki  | 14  | ki  | ki  | 12  | 8   | 7   | 8   | 11  | 10  | ki  | 78   |
| 7.       | Toro Rosso-Renault   | 33         | ki  | 7   | 17† | ki  | 11  | ki  | 15  | 8   | ki  | 4   | 8   | 12  | 8   | 9   | 10  | 4   | 9   | 9   | 16  | 67   |
| 7.       | Toro Rosso-Renault   | 55         | 9   | 8   | 13  | ki  | 9   | 10  | 12  | ki  | ki  | ki  | ki  | 11  | 9   | 10  | ki  | 7   | 13  | ki  | 11  | 67   |
| 8.       | Sauber-Ferrari       | 9          | 8   | ki  | 10  | 14  | 14  | 13  | 14  | 13  | 11  | 10  | 10  | 9   | 11  | 14  | ki  | ki  | 12  | 16  | 14  | 36   |
| 8.       | Sauber-Ferrari       | 12         | 5   | 12  | 8   | 12  | 12  | 9   | 16  | 11  | ni  | 11  | 11  | 13  | 10  | 20† | 6   | 9   | ki  | 13  | 15  | 36   |
| 9.       | McLaren-Honda        | 14         | sér | ki  | 12  | 11  | ki  | ki  | ki  | ki  | 10  | 5   | 13  | 18† | ki  | 11  | 11  | 11  | ki  | 15  | 17  | 27   |
| 9.       | McLaren-Honda        | 20         | ni  |     |     |     |     |     |     |     |     |     |     |     |     |     |     |     |     |     |     | 27   |
| 9.       | McLaren-Honda        | 22         | 11  | ki  | 14  | ni  | 16  | 8   | ki  | ki  | ki  | 9   | 14  | 14  | ki  | 16  | 9   | 6   | 14  | 14  | 12  | 27   |
| 10.      | Marussia-Ferrari     | 28         | vi  | ni  | 15  | 16  | 17  | 17  | 17  | ki  | 13  | 16† | 16  | 15  | 15  | 19  | 14  | ki  | 16  | 17  | 18  | 0    |
| 10.      | Marussia-Ferrari     | 53         |     |     |     |     |     |     |     |     |     |     |     |     | 14  | 18  |     | 12  | 15  | 18  |     | 0    |
| 10.      | Marussia-Ferrari     | 98         | vi  | 15  | 16  | 17  | 18  | 16  | ki  | 14  | 12  | 15  | 15  | 16  |     |     | 13  |     |     |     | 19  | 0    |
| Helyezés | Csapat               | Rajt- szám | AUS | MAL | CHN | BHR | ESP | MON | CAN | AUT | GBR | HUN | BEL | ITA | SIN | JPN | RUS | USA | MEX | BRA | ABU | Pont |

Megjegyzés:
- † — Nem fejezte be a futamot, de rangsorolva lett, mert teljesítette a versenytáv 90%-át.

### Időmérő edzések
Színmagyarázat:
| Helyezés | Pole pozíció | A Q3-ba jutott | Kiesett a Q2-ben | Kiesett a Q1-ben | Nem kvalifikált | Nem vett részt |
| -------- | ------------ | -------------- | ---------------- | ---------------- | --------------- | -------------- |
| Színkód  | 1.           | 2–10.          | 11–15.           | 16–20.           | nk              | ni             |

| Helyezés | Versenyző        | Rajt- szám | AUS | MAL | CHN | BHR | ESP | MON | CAN | AUT | GBR | HUN | BEL | ITA | SIN | JPN | RUS | USA | MEX | BRA | ABU |
| -------- | ---------------- | ---------- | --- | --- | --- | --- | --- | --- | --- | --- | --- | --- | --- | --- | --- | --- | --- | --- | --- | --- | --- |
| 1.       | Lewis Hamilton   | 44         | 1   | 1   | 1   | 1   | 2   | 1   | 1   | 1   | 1   | 1   | 1   | 1   | 5   | 2   | 2   | 2   | 2   | 2   | 2   |
| 2.       | Nico Rosberg     | 6          | 2   | 3   | 2   | 3   | 1   | 2   | 2   | 2   | 2   | 2   | 2   | 4   | 6   | 1   | 1   | 1   | 1   | 1   | 1   |
| 3.       | Sebastian Vettel | 5          | 4   | 2   | 3   | 2   | 3   | 3   | 16† | 3   | 6   | 3   | 9   | 3   | 1   | 4   | 4   | 5†  | 3   | 3   | 16  |
| 4.       | Kimi Räikkönen   | 7          | 5   | 11  | 6   | 4   | 7   | 6   | 3   | 18  | 5   | 5   | 14  | 2   | 3   | 6   | 5   | 8†  | 15† | 5   | 3   |
| 5.       | Valtteri Bottas  | 77         | 6†  | 9   | 5   | 5   | 4   | 17  | 4   | 6   | 4   | 6   | 3   | 6   | 7   | 3   | 3   | 12† | 6   | 4†  | 6   |
| 6.       | Felipe Massa     | 19         | 3   | 7   | 4   | 6   | 9   | 14  | 17  | 4   | 3   | 8   | 7   | 5   | 9   | 5   | 15  | 9   | 7   | 8   | 8   |
| 7.       | Danyiil Kvjat    | 26         | 13  | 5   | 12  | 17  | 8   | 5   | 8   | 8†  | 7   | 7   | 12  | 14† | 4   | 10† | 11  | 4   | 4   | 7   | 9   |
| 8.       | Daniel Ricciardo | 3          | 7   | 4   | 7   | 7   | 10  | 4   | 9   | 14† | 10  | 4   | 6   | 15† | 2   | 7   | 10  | 3   | 5   | 9†  | 5   |
| 9.       | Sergio Pérez     | 11         | 15  | 14  | 15  | 11  | 18  | 7   | 10  | 16  | 11  | 13  | 5   | 7   | 13  | 9   | 7   | 6   | 9   | 13  | 4   |
| 10.      | Nico Hülkenberg  | 27         | 14  | 13  | 16  | 8   | 17  | 13  | 7   | 5   | 9   | 11  | 11  | 9   | 11  | 11† | 6   | 7   | 10  | 6   | 7   |
| 11.      | Romain Grosjean  | 8          | 9   | 8†  | 8   | 10  | 11  | 11† | 5   | 10  | 12  | 10  | 4†  | 8   | 10  | 8   | 8   | 13  | 12  | 15  | 15  |
| 12.      | Max Verstappen   | 33         | 12  | 6   | 13  | 15  | 6   | 10  | 12† | 7   | 13  | 9   | 15† | nk† | 8   | 15† | 9   | 10  | 8   | 10  | 11  |
| 13.      | Felipe Nasr      | 12         | 11  | 16  | 9   | 12  | 15  | 16  | 15  | 9   | 16  | 18  | 16  | 12  | 16  | 18  | 12  | 17  | 17  | 11  | 14  |
| 14.      | Pastor Maldonado | 13         | 10  | 12  | 11  | 16  | 12  | 9   | 6   | 11  | 14  | 14  | 8   | 11  | 18  | 13  | 14  | 13  | 13  | 16  | 13  |
| 15.      | Carlos Sainz Jr. | 55         | 8   | 15  | 14  | 9   | 5   | 8†  | 11  | 13  | 8   | 12  | 10  | 13† | 14  | 12  | nk  | nk  | 11  | 12  | 10  |
| 16.      | Jenson Button    | 22         | 17  | 17  | 17  | nk  | 14  | 12  | nk  | 17† | 18  | 16  | 17† | 16† | 15  | 16  | 13  | 12  | nk† | 17  | 12  |
| 17.      | Fernando Alonso  | 14         | sér | 18  | 18  | 14  | 13  | 15  | 14  | 15† | 17  | 15  | 18† | 17† | 12  | 14  | 16† | 11  | 16† | nk  | 17  |
| 18.      | Marcus Ericsson  | 9          | 16  | 10  | 10  | 13  | 16  | 18  | 13  | 12  | 15  | 17  | 13  | 10† | 17  | 17  | 17  | 16  | 14  | 14  | 18  |
| 19.      | Roberto Merhi    | 98         | ni  | nk  | 20  | 19  | 20  | 20  | 18  | 19  | 20  | 19  | 20  | 19  |     |     | 19† |     |     |     | 20  |
| 20.      | Alexander Rossi  | 53         |     |     |     |     |     |     |     |     |     |     |     |     | 20  | nk  |     | 18  | 18  | 18  |     |
| 21.      | Will Stevens     | 28         | ni  | nk  | 19  | 18  | 19  | 19  | 19  | 20  | 19  | 20  | 19  | 18  | 19  | 19  | 18  | 19† | 19  | 19  | 19† |
| 22.      | Kevin Magnussen  | 20         | 18  |     |     |     |     |     |     |     |     |     |     |     |     |     |     |     |     |     |     |
| Helyezés | Versenyző        | Rajt- szám | AUS | MAL | CHN | BHR | ESP | MON | CAN | AUT | GBR | HUN | BEL | ITA | SIN | JPN | RUS | USA | MEX | BRA | ABU |

Megjegyzés:
A táblázatban az időmérő edzésen elért eredmények, és nem a hivatalos rajtpozíciók szerepelnek.
- † — A rajtpozíció változott az időmérő edzésen elért helyezéshez képest (nem számítva az egyik versenyző hátrasorolásából következő előrelépést és a boxutcából való indulást). A részletekért lásd a futamok szócikkeit.

## Statisztikák

### Versenyzők
| #   | +/- | Versenyző        | Rsz. | Csapat               | Rajt | Győzelem | DH | Pole | LK | Pont | P+/– |
| --- | --- | ---------------- | ---- | -------------------- | ---- | -------- | -- | ---- | -- | ---- | ---- |
| 1.  | 0   | Lewis Hamilton   | 44   | Mercedes             | 19   | 10       | 17 | 11   | 8  | 381  | –3   |
| 2.  | 0   | Nico Rosberg     | 6    | Mercedes             | 19   | 6        | 15 | 7    | 5  | 322  | +5   |
| 3.  | +2  | Sebastian Vettel | 5    | Ferrari              | 19   | 3        | 13 | 1    | 1  | 278  | +111 |
| 4.  | +8  | Kimi Räikkönen   | 7    | Ferrari              | 19   | 0        | 3  | 0    | 2  | 150  | +95  |
| 5.  | –1  | Valtteri Bottas  | 77   | Williams-Mercedes    | 18   | 0        | 2  | 0    | 0  | 136  | –46  |
| 6.  | +1  | Felipe Massa     | 19   | Williams-Mercedes    | 19   | 0        | 2  | 0    | 0  | 121  | –13  |
| 7.  | +8  | Danyiil Kvjat    | 26   | Red Bull-Renault     | 18   | 0        | 1  | 0    | 0  | 95   | +87  |
| 8.  | –5  | Daniel Ricciardo | 3    | Red Bull-Renault     | 19   | 0        | 2  | 0    | 3  | 92   | –126 |
| 9.  | +1  | Sergio Pérez     | 11   | Force India-Mercedes | 19   | 0        | 1  | 0    | 0  | 78   | +19  |
| 10. | –1  | Nico Hülkenberg  | 27   | Force India-Mercedes | 18   | 0        | 0  | 0    | 0  | 58   | –38  |
| 11. | +3  | Romain Grosjean  | 8    | Lotus-Mercedes       | 19   | 0        | 1  | 0    | 0  | 51   | +43  |
| 12. | –   | Max Verstappen   | 33   | Toro Rosso-Renault   | 19   | 0        | 0  | 0    | 0  | 49   | –    |
| 13. | –   | Felipe Nasr      | 12   | Sauber-Ferrari       | 18   | 0        | 0  | 0    | 0  | 27   | –    |
| 14. | +2  | Pastor Maldonado | 13   | Lotus-Mercedes       | 19   | 0        | 0  | 0    | 0  | 27   | +25  |
| 15. | –   | Carlos Sainz Jr. | 55   | Toro Rosso-Renault   | 19   | 0        | 0  | 0    | 0  | 18   | –    |
| 16. | –8  | Jenson Button    | 22   | McLaren-Honda        | 18   | 0        | 0  | 0    | 0  | 16   | –110 |
| 17. | –11 | Fernando Alonso  | 14   | McLaren-Honda        | 18   | 0        | 0  | 0    | 0  | 11   | –150 |
| 18. | +1  | Marcus Ericsson  | 9    | Sauber-Ferrari       | 19   | 0        | 0  | 0    | 0  | 9    | +9   |
| 19. | –   | Roberto Merhi    | 98   | Manor-Ferrari        | 13   | 0        | 0  | 0    | 0  | 0    | –    |
| 20. | –   | Alexander Rossi  | 53   | Manor-Ferrari        | 5    | 0        | 0  | 0    | 0  | 0    | –    |
| 21. | +2  | Will Stevens     | 28   | Manor-Ferrari        | 17   | 0        | 0  | 0    | 0  | 0    | 0    |
| 22. | –11 | Kevin Magnussen  | 20   | McLaren-Honda        | 0    | 0        | 0  | 0    | 0  | 0    | –55  |

- +/- A versenyző helyezése a 2014-es világbajnoksághoz képest.

### Konstruktőrök
| #   | +/- | Csapat      | Modell     | Motor    | Gumi | Start | Győzelem | Dobogó | PP | LK | Pont | P+/– |
| --- | --- | ----------- | ---------- | -------- | ---- | ----- | -------- | ------ | -- | -- | ---- | ---- |
| 1.  | 0   | Mercedes    | W06 Hybrid | Mercedes | P    | 19    | 16       | 32     | 18 | 13 | 703  | +2   |
| 2.  | +2  | Ferrari     | SF15-T     | Ferrari  | P    | 19    | 3        | 16     | 1  | 3  | 428  | +212 |
| 3.  | 0   | Williams    | FW37       | Mercedes | P    | 19    | 0        | 4      | 0  | 0  | 257  | –63  |
| 4.  | –2  | Red Bull    | RB11       | Renault  | P    | 19    | 0        | 3      | 0  | 3  | 187  | –218 |
| 5.  | +1  | Force India | VJM08      | Mercedes | P    | 19    | 0        | 1      | 0  | 0  | 136  | –19  |
| 6.  | +2  | Lotus       | E23        | Mercedes | P    | 19    | 0        | 1      | 0  | 0  | 78   | +68  |
| 7.  | 0   | Toro Rosso  | STR10      | Renault  | P    | 19    | 0        | 0      | 0  | 0  | 67   | +37  |
| 8.  | +2  | Sauber      | C34        | Ferrari  | P    | 19    | 0        | 0      | 0  | 0  | 36   | +36  |
| 9.  | –4  | McLaren     | MP4-30     | Honda    | P    | 19    | 0        | 0      | 0  | 0  | 27   | –154 |
| 10. | –1  | Manor[1]    | MR04       | Ferrari  | P    | 18    | 0        | 0      | 0  | 0  | 0    | –2   |

- +/- A csapat helyezése a 2014-es világbajnoksághoz képest.
- ↑ 1:  – A Manor F1 Team statisztikáit a jogelőd Marussia F1 Team statisztikáihoz viszonyítva.

### Csapattársak egymás elleni eredményei
Megjegyzés: Döntetlen esetén (időmérő edzések esetén ha egyik pilóta sem tudta kvalifikálni magát a futamra, versenyek esetén pedig ha mindkét pilóta kiesett vagy helyezetlenül ért célba, továbbá ha a korábbi csapattárs helyett más pilóta volt a csapattársa a futamon) a verseny nem számít bele az egymás elleni állásba. Ugyanez a helyzet áll fenn akkor, ha a csapat nem vett részt az adott nagydíjon. Emiatt előfordul, hogy egyes csapatoknál a szezon végén nem jön ki mind a 19 verseny.
| Időmérő edzések | Időmérő edzések  | Időmérő edzések | Időmérő edzések  | Időmérő edzések | Csapat               | Versenyek | Versenyek        | Versenyek | Versenyek        | Versenyek |
| Rajtszám        | Pilóta           | Állás           | Pilóta           | Rajtszám        | Csapat               | Rajtszám  | Pilóta           | Állás     | Pilóta           | Rajtszám  |
| --------------- | ---------------- | --------------- | ---------------- | --------------- | -------------------- | --------- | ---------------- | --------- | ---------------- | --------- |
| 6               | Nico Rosberg     | 7–12            | Lewis Hamilton   | 44              | Mercedes             | 6         | Nico Rosberg     | 7–12      | Lewis Hamilton   | 44        |
| 5               | Sebastian Vettel | 15–4            | Kimi Räikkönen   | 7               | Ferrari              | 5         | Sebastian Vettel | 14–4      | Kimi Räikkönen   | 7         |
| 19              | Felipe Massa     | 8–11            | Valtteri Bottas  | 77              | Williams-Mercedes    | 19        | Felipe Massa     | 9–9       | Valtteri Bottas  | 77        |
| 3               | Daniel Ricciardo | 12–7            | Danyiil Kvjat    | 26              | Red Bull-Renault     | 3         | Daniel Ricciardo | 9–10      | Danyiil Kvjat    | 26        |
| 11              | Sergio Pérez     | 8–11            | Nico Hülkenberg  | 27              | Force India-Mercedes | 11        | Sergio Pérez     | 11–7      | Nico Hülkenberg  | 27        |
| 8               | Romain Grosjean  | 17–2            | Pastor Maldonado | 13              | Lotus-Mercedes       | 8         | Romain Grosjean  | 11–5      | Pastor Maldonado | 13        |
| 33              | Max Verstappen   | 9–10            | Carlos Sainz Jr. | 55              | Toro Rosso-Renault   | 33        | Max Verstappen   | 10–7      | Carlos Sainz Jr. | 55        |
| 9               | Marcus Ericsson  | 9–10            | Felipe Nasr      | 12              | Sauber-Ferrari       | 9         | Marcus Ericsson  | 8–11      | Felipe Nasr      | 12        |
| 14              | Fernando Alonso  | 10–8            | Jenson Button    | 22              | McLaren-Honda        | 14        | Fernando Alonso  | 6–8       | Jenson Button    | 22        |
| 20              | Kevin Magnussen  | 0–1             | Jenson Button    | 22              | McLaren-Honda        | 20        | Kevin Magnussen  | 0–1       | Jenson Button    | 22        |
| 28              | Will Stevens     | 9–4             | Roberto Merhi    | 98              | Manor-Ferrari        | 28        | Will Stevens     | 6–7       | Roberto Merhi    | 98        |
| 28              | Will Stevens     | 2–3             | Alexander Rossi  | 53              | Manor-Ferrari        | 28        | Will Stevens     | 1–4       | Alexander Rossi  | 53        |

#### Csapat színkódok
| Csapat  | Mercedes | Red Bull | Williams | Ferrari | McLaren | Force India | Toro Rosso | Lotus | Sauber | Manor |
| ------- | -------- | -------- | -------- | ------- | ------- | ----------- | ---------- | ----- | ------ | ----- |
| Színkód |          |          |          |         |         |             |            |       |        |       |